# Cultura da Apúlia

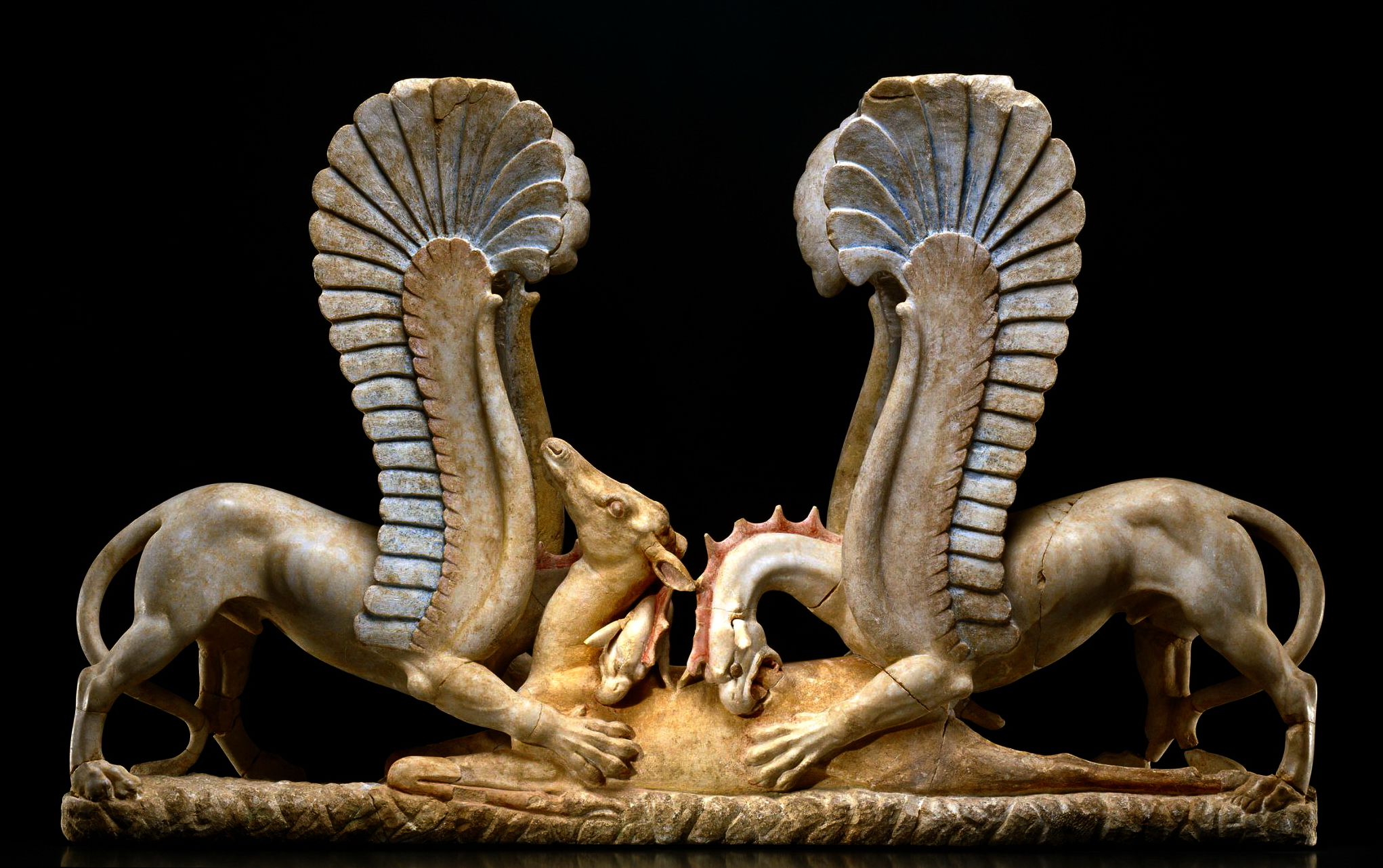
Um trapezóforo (apoio de mesa), parte do conjunto de, encontrado num túmulo do século IV a.C., conservado no Museu cívico de Ascoli Satriano

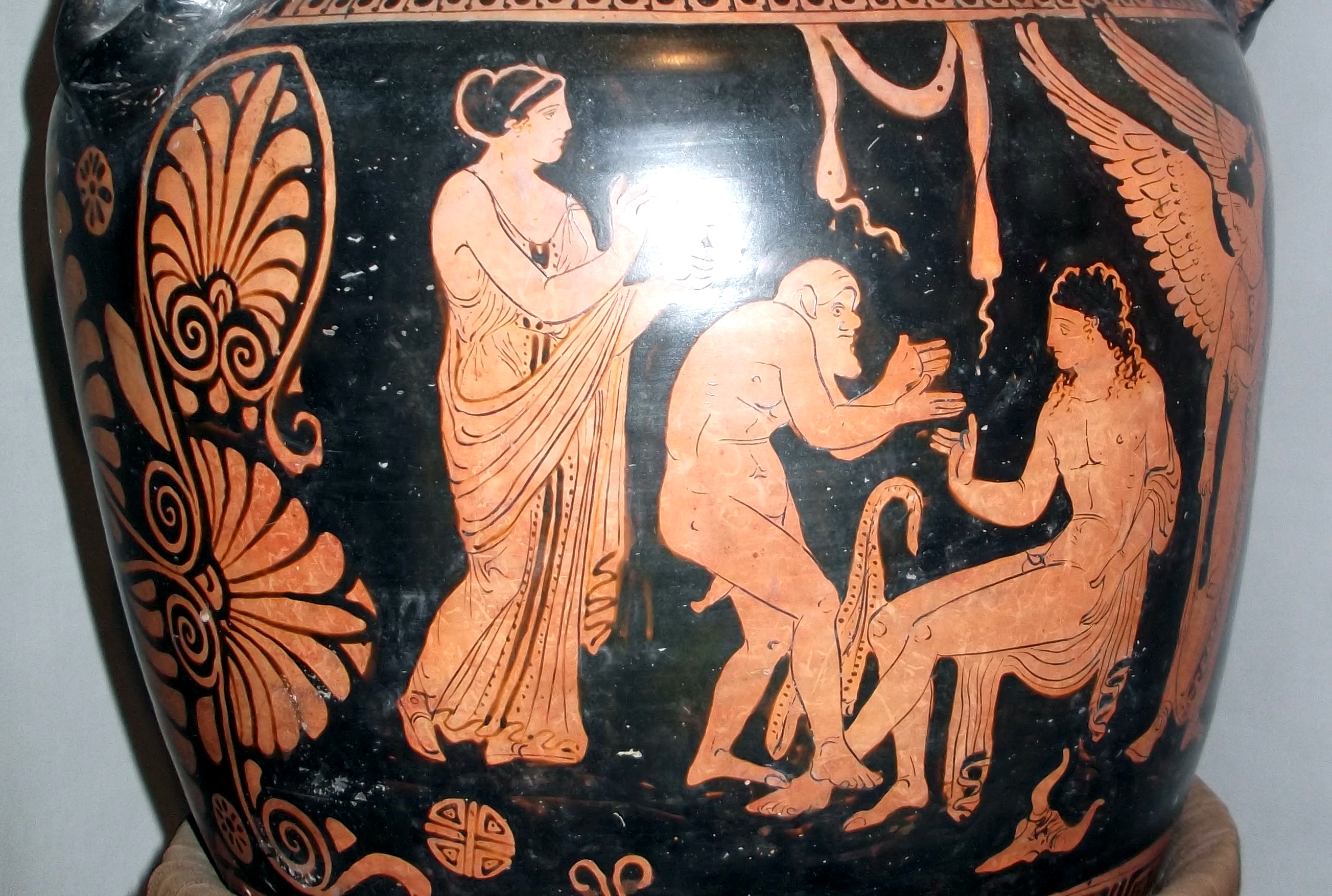
Cratera apuliense no Museu Arqueológico Nacional Jatta

A cultura da Apúlia, a região que constitui o extremo sudeste da península Itálica teve, desde tempos remotos, influências mistas do Ocidente e do Oriente, devido à sua posição estratégica junto à zona de transição entre essas duas grande regiões culturais. A sua localização, na costa ocidental dos mares Adriático e Jónico, a fronteira natural a sul entre a Europa Ocidental e os Balcãs e a Grécia fez com que desde a Antiguidade fosse uma ponte para o Oriente e que na Idade Média fosse uma espécie de fronteira cultural entre o ocidente romano-germânico e o oriente greco-bizantino.

## Museus
Museu Arqueológico Nacional Jatta (em Ruvo di Puglia)
Instalado no Palácio Jatta de Ruvo di Puglia, é o único exemplo na Itália duma coleção particular do século XIX que permaneceu inalterada desde a concepção museográfica original. As peças conservadas no museu são da coleção reunida pelo juiz e arqueólogo Giovanni Jatta (1767–1844) e pelo seu irmão Giulio na primeira metade do século XIX, a qual foi enriquecida pelo sobrinho homónimo e adquirida pelo Estado italiano em 1991. Praticamente todo o acervo é constituído por cerâmica, sobretudo vasos, da Magna Grécia, recolhido sobretudo na região de Ruvo, mas também nas de Canosa e de Tarento, havendo também peças que foram recolhidas na Grécia.
Museu Arqueológico Nacional de Tarento (MArTA)
Considerado um dos mais importantes museus arqueológicos da Itália, foi fundado em 1887, por iniciativa do arqueólogo salentino Luigi Volta, que reuniu a primeira coleção e cujo objetivo era criar um museu da Magna Grécia. Está instalado desde a sua fundação no antigo Convento de São Pascoal Bailão (San Pasquale Baylon) dos frades alcantarinos, construído na segunda metade do século XVIII, o qual foi modificado várias vezes desde 1901. Durante o último restauro, que decorreu entre 2000 e 2007, o museu funcionou no Palácio Pantaleo.
O museu mostra sobretudo peças arqueológicas que documentam a história da região de Tarento (parte da Magna Grécia) e também de outras regiões da Apúlia, desde o Paleolítico até ao final da Antiguidade e início da Idade Média, passando pelos primeiros vestígios de povoamento no 5.º milénio a.C. pelos primeiros contactos dos iapígios com o mundo egeu na Idade do Bronze, as diversas fases de colonização espartana na costa do golfo de Tarento e o período romano. O museu ilustra os modos de vida, religião, rituais fúnebres e economia das cidades gregas da antiga Apúlia, bem como as suas relações com a cultura helénica e nativa, fazendo o mesmo para as cidades romanas. Uma parte importante das coleções é dedicada ao processamento de metais preciosos, nomeadamente ouro, uma das atividades mais desenvolvidas na Magna Grécia entre os séculos IV e I a.C. Uma dos conjuntos mais notáveis do museu são os chamados "Ouros de Tarento", uma coleção de peças de joalharia em ouro.
Peças do Museu Arqueológico Nacional de Tarento

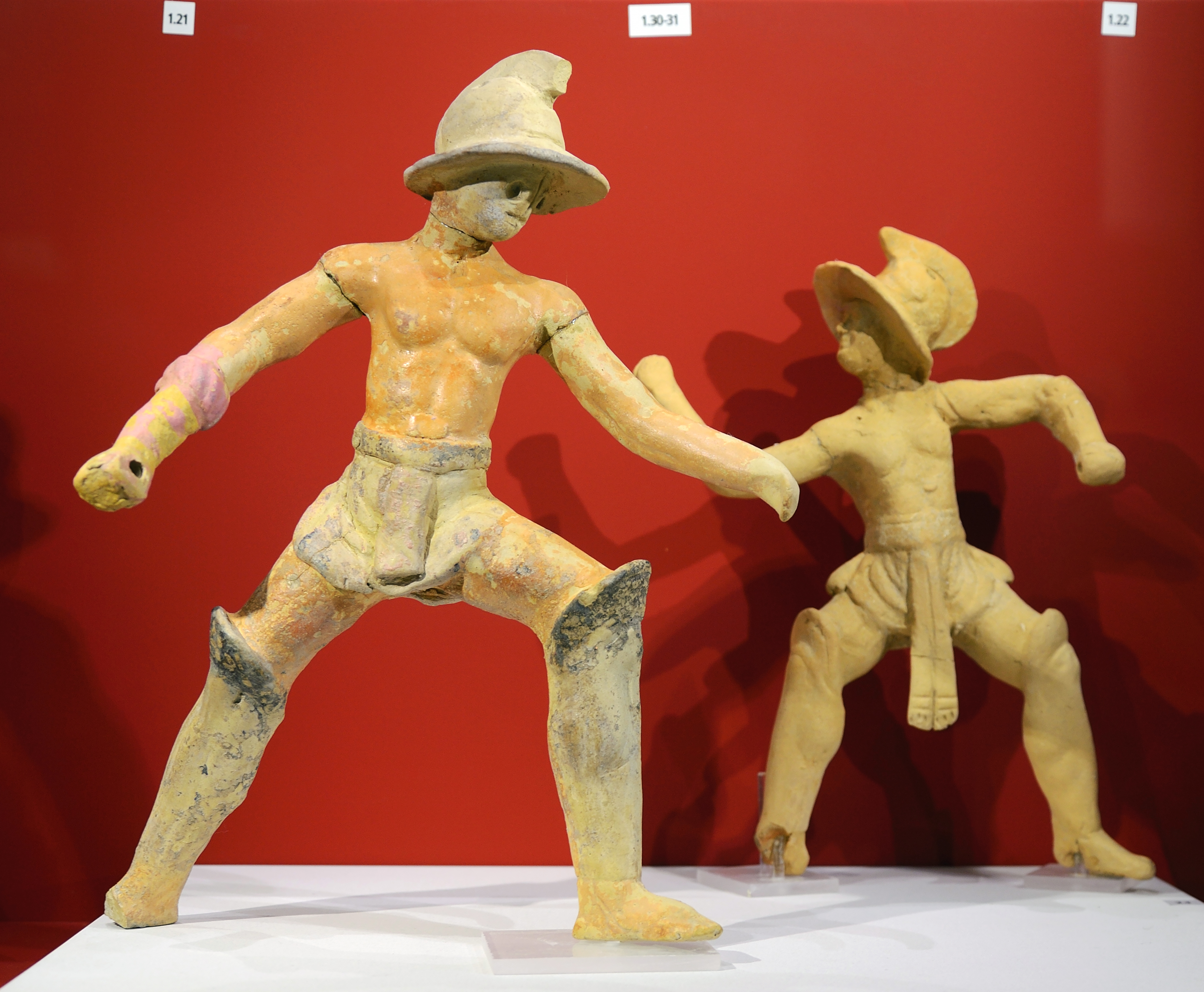
Estátuas em cerâmica de gladiadores romanos
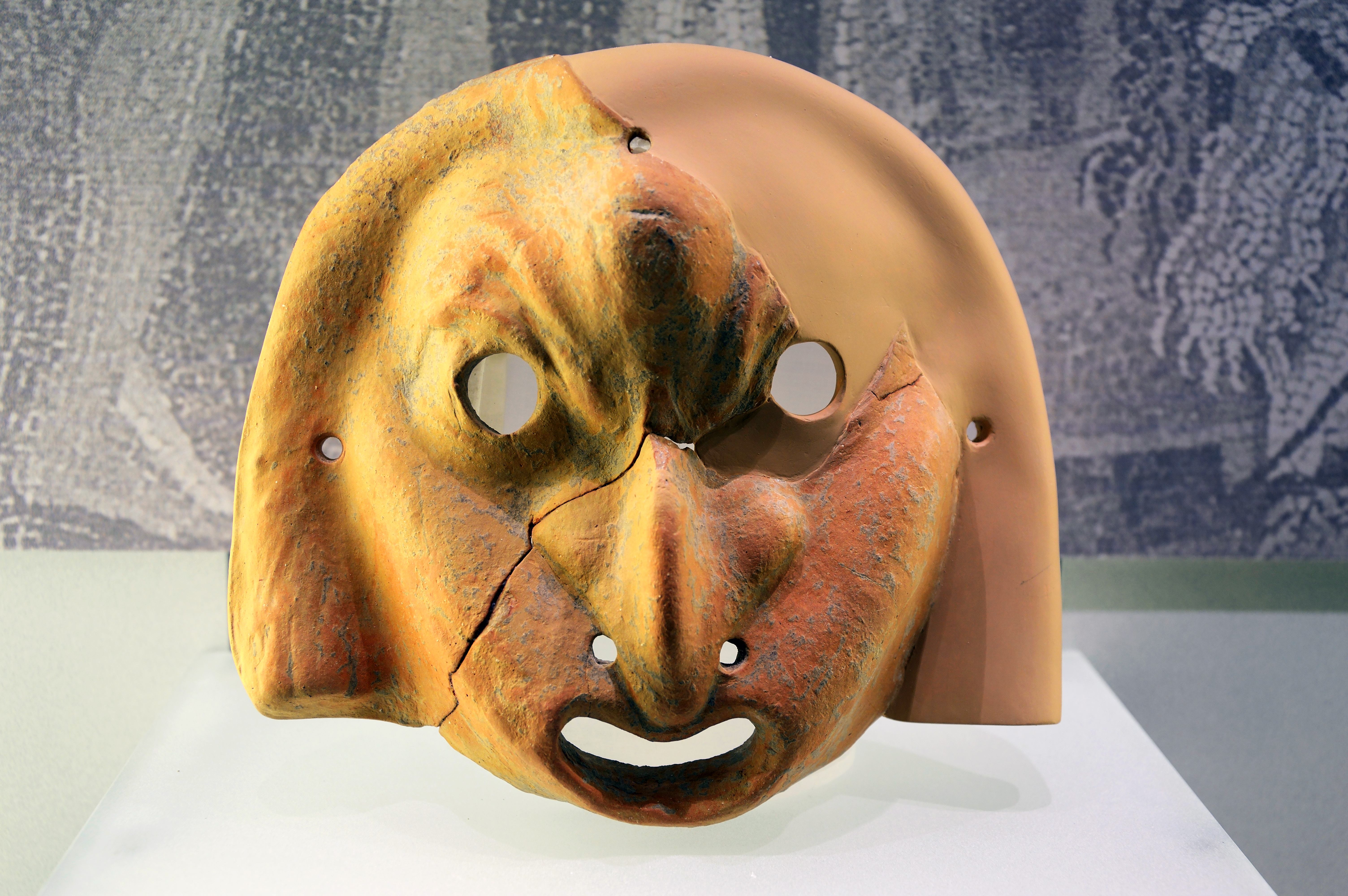
Máscara grega em terracota
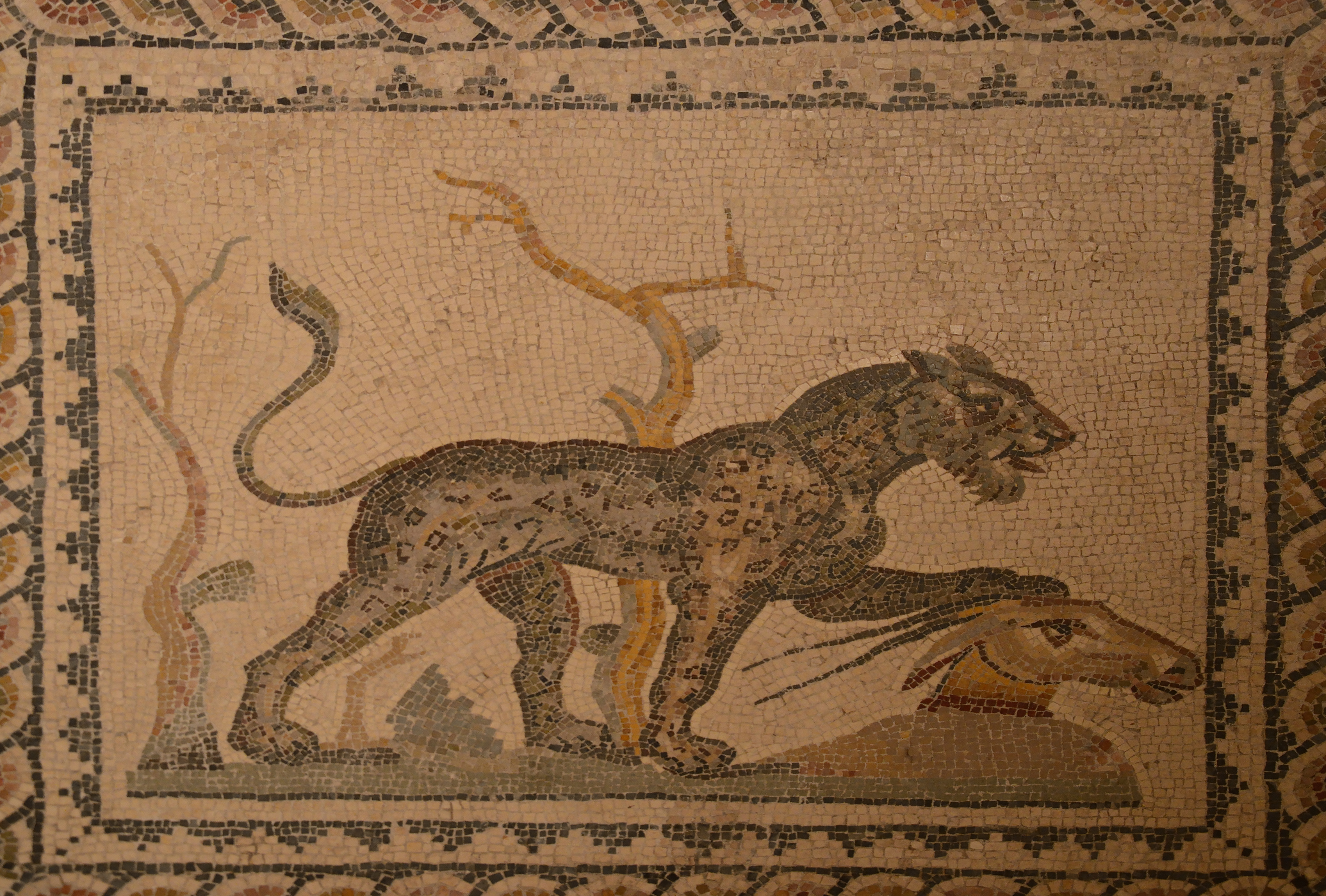
Mosaico com uma pantera e uma cabeça de cabra
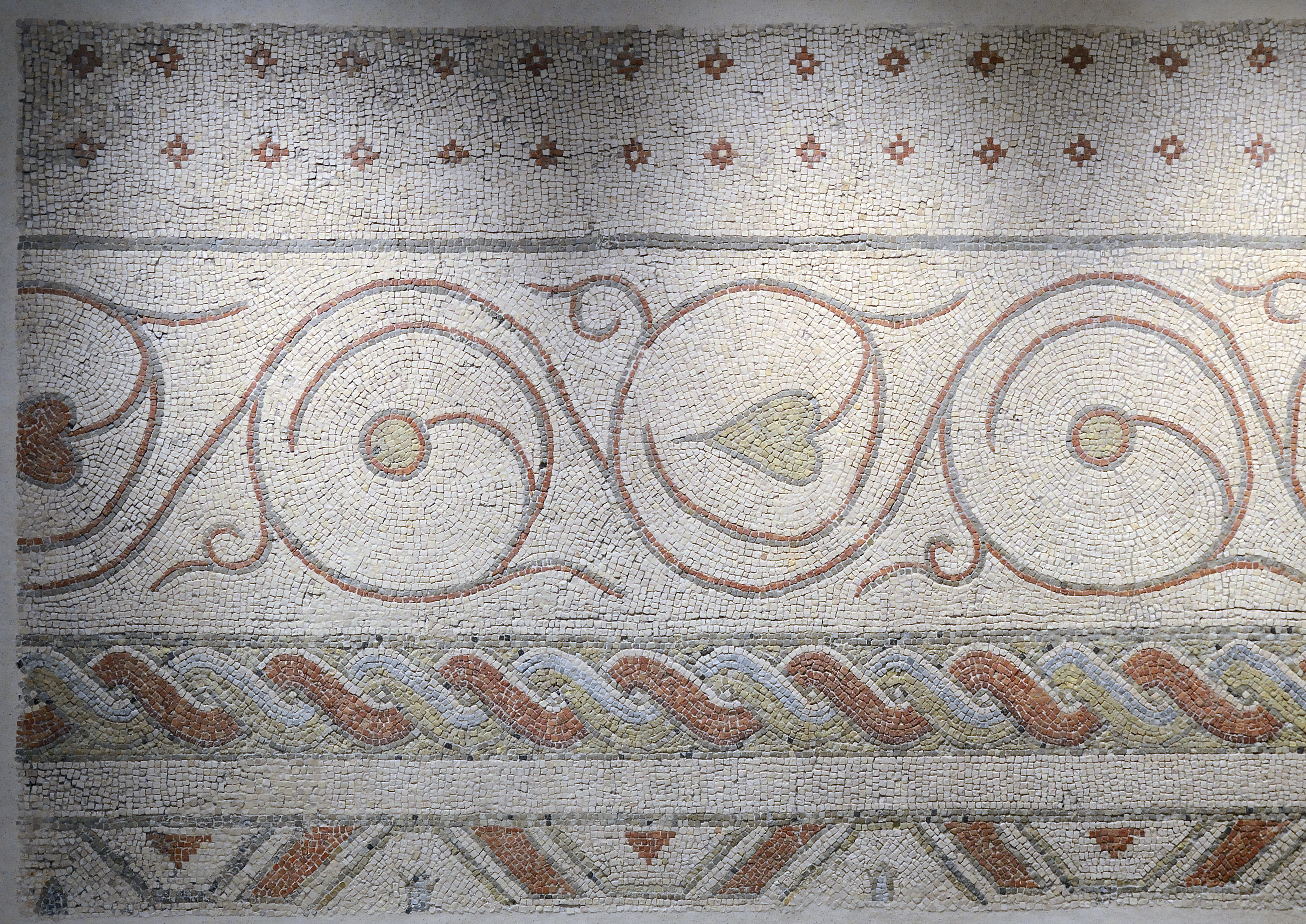
Mosaico com motivos geométricos

Museu de Arqueologia Urbana Giuseppe Fiorelli (em Lucera)
Instalado no Palácio De Nicastri, foi fundado em 1905 e é é considerado o primeiro museu "cívico" (municipal) a norte de Bari. O acervo arqueológico inclui artefatos preciosos que vão desde a Pré-história à Idade Média, passando pela época romana (com destaque para o mosaico da Piazza Nocelli). Tem também em exposição peças de mobiliário da família De Nicastri e uma galeria de quadros do pintor lucerino Giuseppe Ar (1898–1956).

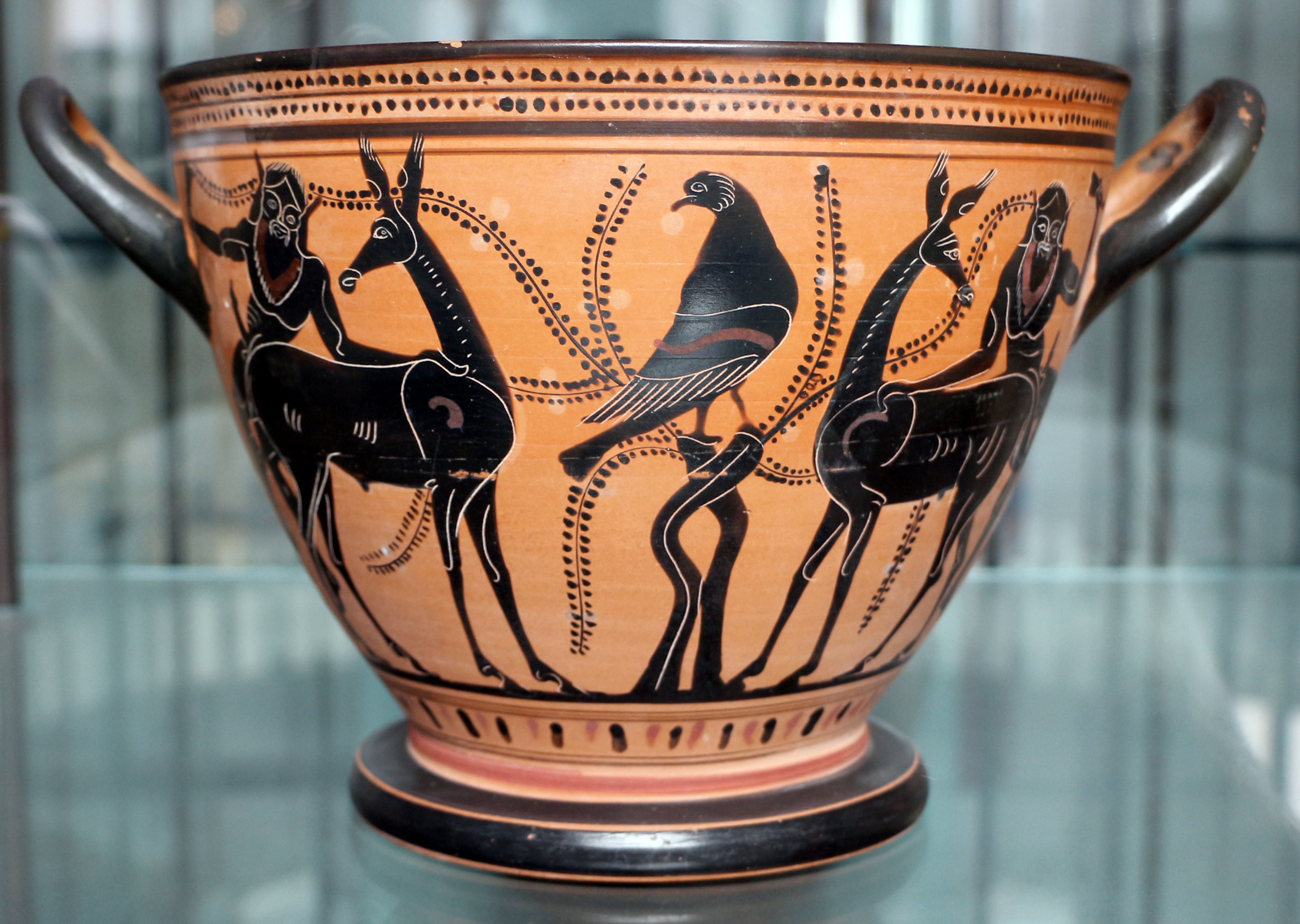
Um escifo ático do estilo do pintor Teseu (século V a.C., proveniente de Massafra, no Museu Sigismondo Castromediano de Lecce

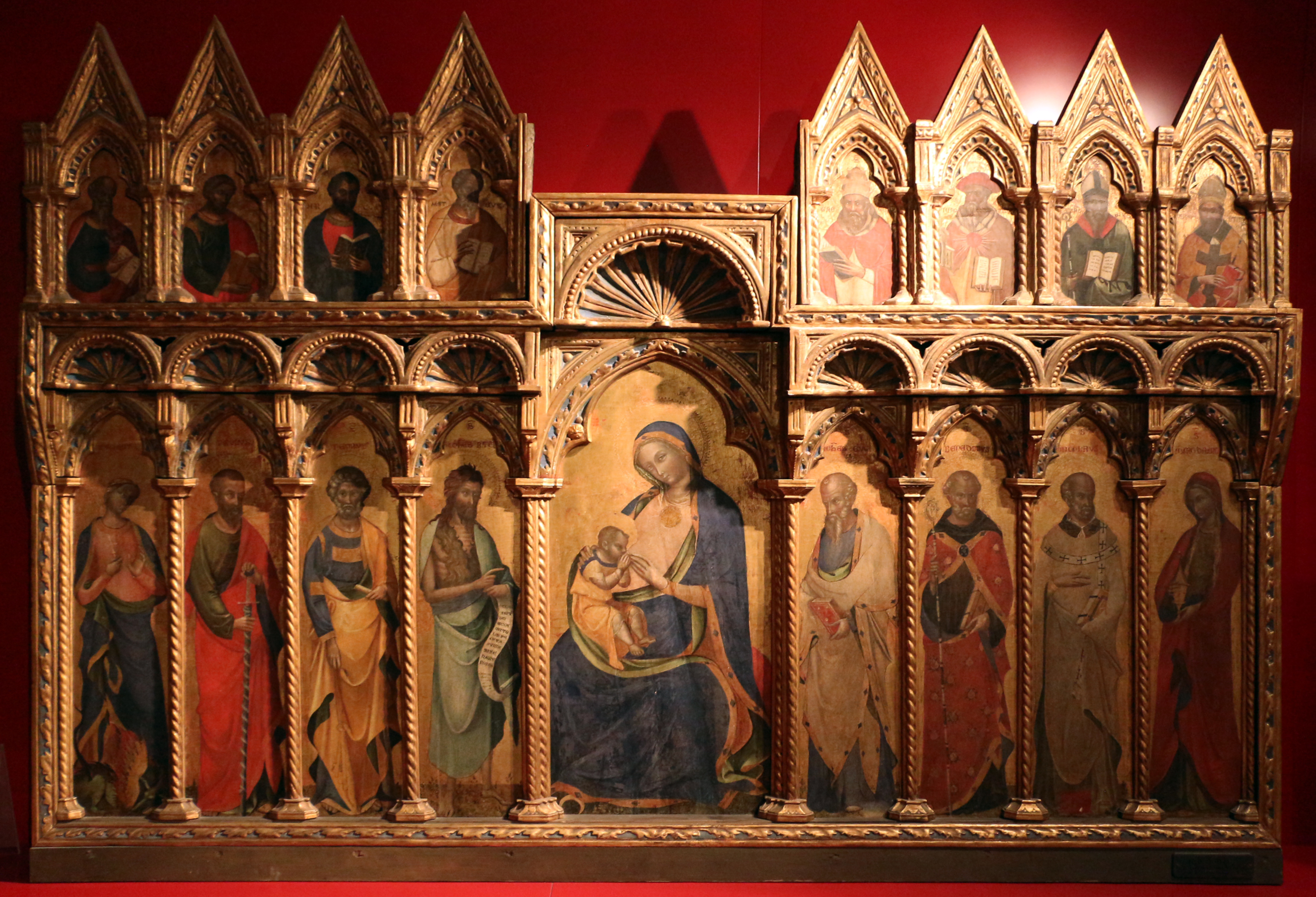
Políptico gótica da autoria de Lorenzo Veneziano, proveniente duma igreja de Lecce, em exposição no Museu Sigismondo Castromediano

Museu Arqueológico Provincial Francesco Ribezzo (MAPRI; em Brindisi)
Fundado em 1884, tem o nome do arqueólogo e glotólogo local homónimo (1875–1952) e situa-se na Piazza Duomo de Brindisi. As seções pré-históricas incluem achados de toda a província, nomeadamente inscrições em latim, hebraico e grego, moedas das eras clássica, medieval e moderna, estátuas romanas encontradas no centro histórico de Brindisi, vasos apulienses e áticos e messápios (trozzelle). Há também duas esculturas em bronze de Punta del Serrone, com estátuas restauradas do cônsul romano Lúcio Emílio Paulo Macedónico e cidadãos romanos trajando togas, bustos, figuras femininas e outras peças de bronze encontradas nas escavações submarinas realizadas em 1992.
Museu Arqueológico Provincial Sigismondo Castromediano (em Lecce)
Foi fundado em 1868 pelo duque de Cavallino Sigismondo Castromediano, um arqueólogo, literato e patriota italiano, é o museu mais antigo da Apúlia. Inicialmente instalado num antigo convento dos celestinos, foi adquirido pela administração provincial em 1967 e em 1979 foi transladado para o edifício do antigo Colégio Argento, fundado pelos jesuítas em 1888. O museu tem cinco secções: a didática, que mostras todos os locais de relevância histórico-artística; o antiquário, com vasos áticos com figuras negras e vermelhas e vasos itálicos dos séculos VI e V a.C., além de outros achados arqueológicos, como estátuas de bronze, moedas e lápides com inscrições messápias; a topográfica, com mapas antigos do Salento; a pinacoteca, com pinturas dos séculos XIV a XVIII das escolas veneziana e napolitana, além de algumas esculturas românicas e renascentistas; a Sala mostre ("sala de exposições"), com obras de artistas dos séculos XIX e XX. No mesmo edifício funciona a biblioteca provincial e uma ampla sala de estudo.
Museu Cívico de Canosa di Puglia
Fundado em 1934, até 2005 esteve instalado no Palácio Casieri do século XVIII. Atualmente ocupa o Palácio Iliceto, do mesmo século. Tem uma coleção de cerca de 2 000 achados arqueológicos recolhidas em escavações levadas a cabo em Canosa di Puglia e em túmulos dos séculos V a III a.C. Entre eles há inscrições, esculturas, baixos-relevos, mármores, moedas, joias, vasos e outras peças de cerâmica que remontam a um período de cerca de 1 500 anos (do século VI a.C. ao século X d.C.), além de algumas peças pré-históricas. Entre outras, há peças dáunias, romanas, paleocristãs e bizantinas. No passado o museu teve algumas peças de elevadíssimo valor, como as joias de ouro da Tomba degli Ori. Grande parte dessas peças estão atualmente no Museu Arqueológico Nacional de Tarento e espalhadas pelos maiores museus italianos e europeus, nomeadamente o Museu do Louvre.[carece de fontes?]
Museu Diocesano de Trani
É propriedade da Arquidiocese de Trani-Barletta-Bisceglie. Foi fundado em 1975 por iniciativa do arcebispo Giuseppe Carata para acomodar adequadamente as lápides, esculturas e outras peças de pedra que resultaram de demolições realizadas na catedral e noutras igrejas da cidade de Trani. Ao longo dos anos o seu acervo foi sendo enriquecido com outras obras e achados de elevado valor artístico e histórico. O museu tem diversas secções espalhadas pelo Palácio Addazi e pelo Palácio Lodispoto. A sede é neste último, onde se destacam um coleção de lápides dos séculos VI a XVIII, o Tesouro do Capítulo, que inclui objetos litútgicos, uma exposição das obras de construção dos arcebispos locais entre o século XIV e a atualidade e uma secção arqueológica que inclui achados do 6.º milénio a.C. No Palácio Addazi está instalada a galeria de arte, onde estão expostas pinturas da Catedral de Trani.
Museu Diocesano de Tarento (Mudi)
Inaugurado em 2011 pelo arcebispo Benigno Luigi Papa, está instalado no antigo seminário arquidiocesano de Tarento, um edifício da cidade velha do século XVI. Tem em exposição mais de 300 obras do património da  que abrangem um período que vai do século VII ao século XX, incluindo mobiliário religioso, relíquias, pinturas e esculturas de grande valor cultural, provenientes sobretudo de igrejas que já não estão abertas ao culto. Destacam-se o "Tesouro de São Cataldo", que inclui a cruz de ouro encontrada no peito do santo durante as obras na catedral do século XI, relicários antigos com a língua de São Cataldo e o sangue de São Vito. Na coleção de pintura, destacam-se o O Sonho de São José de Corrado Giaquinto, um Ecce Homo de Paolo de Matteis e várias pinturas religiosas contemporâneas doadas pelo arcebispo Benigno Papa. Uma das peças únicas do museu é um topázio brasileiro do rei Fernando II das Duas Sicílias, com um figura de Jesus esculpida, apontado como a maior joia do mundo.

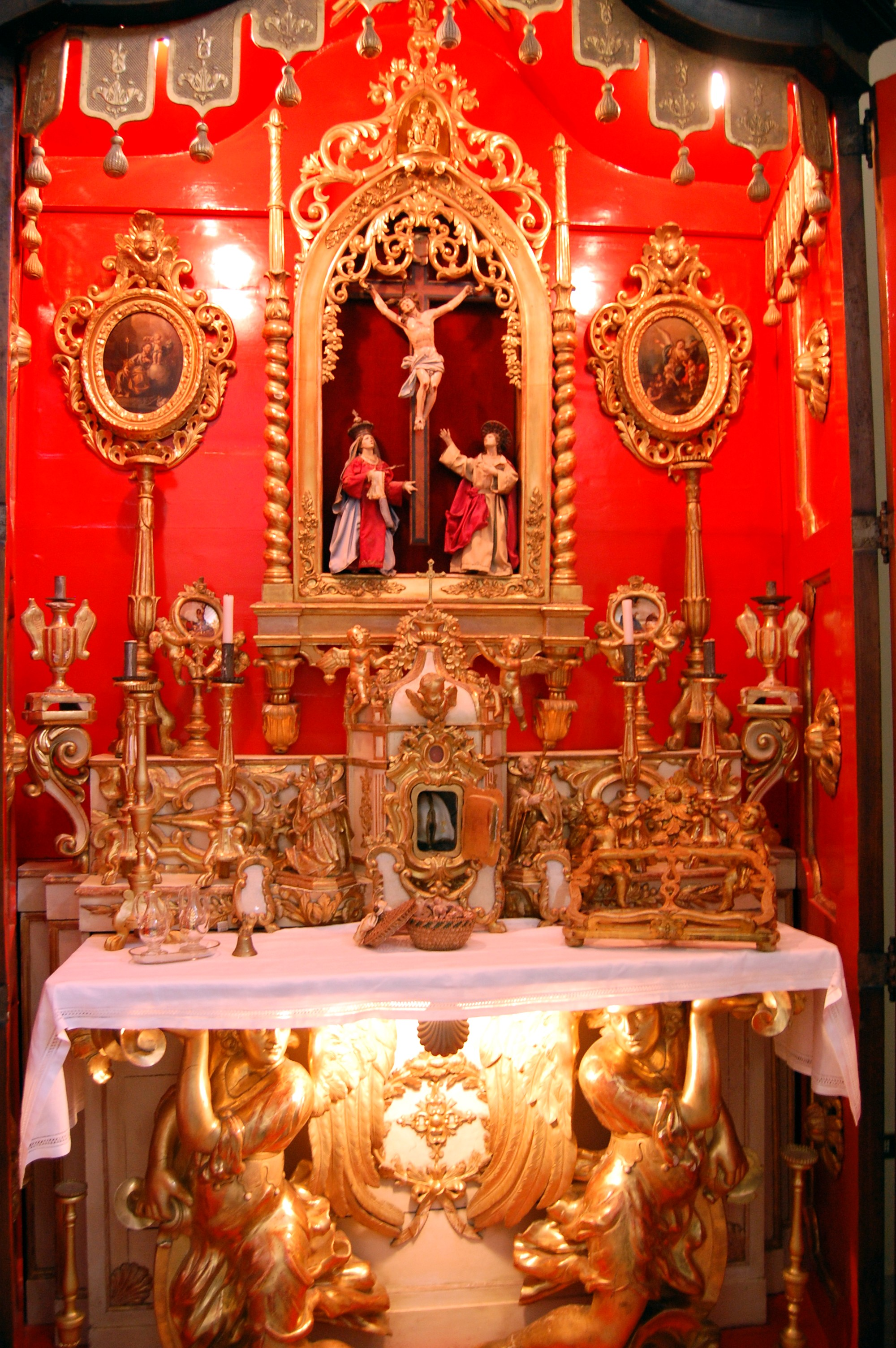
Armário-capela do século XVIII ou XIX no Museu Diocesano de Lucera

Museu Diocesano de Lucera
Inaugurado em 1999, está instalado no Palácio Episcopal de Lucera. Além da coleção de pinturas dos bispos de Lucera-Troia, tem em exposição diversas peças de diferentes épocas, grande parte delas provenientes de igrejas de Lucero que foram desativadas. Destacam-se um cibório em jade vermelho do século XIII, um díptico da escola sulmonesa em folhas de prata dourada do século XIV, um casaco de linho com bordados, a estola e o chapéu do beato Agostinho Kažotić (século XIV), a capa de lã do santo franciscano Francisco António Fasani (séculos XVII-XVIII), um armário-capela (altar privado) com um altar de madeira dourada (século XVIII ou XIX) e diversos relicários.
Museu Cívico Emanuele Barba (em Gallipoli)
Fundado em 1823 pelo cónego Carmine Fontò, que a ele doou os seus livros. A esta doação juntaram-se outras de conventos dominicanos e franciscanos. Mais tarde, o museu foi confiado a Emanuele Barba, um professor, médico, filósofo e literato de Gallipoli, que criou um "gabinete zoológico". Atualmente é propriedade municipal e exibe coleções de armas, numismática vestuário, fósseis, peças de anatomia patológica, achados arqueológicos (nomeadamente sarcófagos e vasos de cerâmica messápios com inscrições), retratos de figuras ilustres de Gallipoli. Entre as obras de maior valor artístico estão as da chamada "Coleção Coppola", constituída por 17 telas dos séculos XVII e XVIII, algumas delas da autoria do pintor local Giovanni Andrea Coppola.
Museu Diocesano Aurelio Marena (em Bitonto)
Também conhecido por Museu Monsenhor Aurelio Marena e Museu Pinacoteca Monsenhor Aurelio Marena, abriu em 1969. É o museu da Arquidiocese de Bari-Bitonto, que reúne o património artístico da Concatedral de Bitonto. Tem duas grandes secções: uma pinacoteca e um lapidário românico. A primeira funciona no edifício do seminário, construído na primeira metade do século XVIII, e a segunda no piso térreo do palácio episcopal. Na coleção de pintura destaca-se uma Virgem com o Menino de Antoon van Dyck, uma Adoração dos Pastores de Marco de Pino de 1576, uma Ressurreição de Lázaro de Francesco de Mura da década de 1730 e um fragmento de um ícone de madeira com a Virgem Hodegétria (Nossa Senhora do Caminho), uma obra bizantina do século XII. Há também uma secção dedicada à escola de pintura bitontina do século XVII. O resto da exposição inclui frescos, esculturas, mobiliário religioso, tecidos de culto, vasos de Sèvres e elementos decorativos retirados da catedral, nomeadamente da iconóstase e do cibório, do período entre o século XII e o século XX.

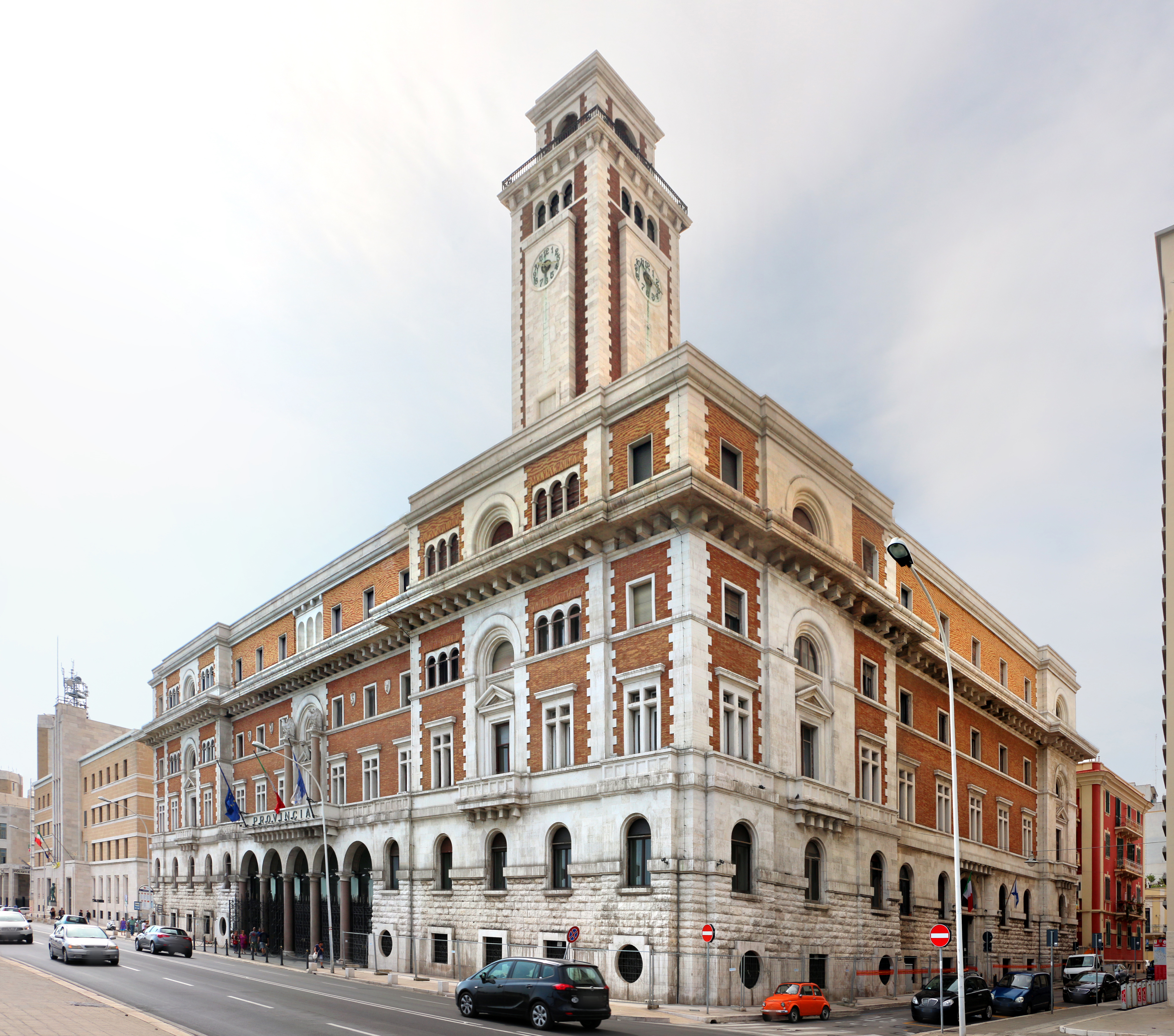
Palácio da Província, um edifício de 1935 onde funciona a Pinacoteca Corrado Giaquinto

Pinacoteca Corrado Giaquinto (em Bari)
Também conhecida por Pinacoteca Provincial de Bari e Pinacoteca Metropolitana de Bari, foi fundada em 1928 e esteve inicialmente instalada no palácio do governo local, tendo sido transferida em 1936 para o Palácio da Província, na orla marítima monumental de Bari. A exposição. Tem coleções de pintura apuliense e das escola napolitana do final da Idade Média, da escola veneziana dos séculos XV e XVI, de Corrado Giaquinto (1703–1765), pintura napolitana e italiana meridional do século XIX, além de artistas mais recentes e contemporâneos. Na secção de pintura veneziana destcacam-se obras de Bartolomeo Vivarini (1430–1491), Giovanni Bellini (1433–1516), Paris Bordon (1500–1571), Tintoretto (1519–1594) e Jacopo Palma, o Jovem (1548–1628). Outros pintores famosos com obras no museu são, por exemplo, Luca Giordano (1634–1705), Francesco De Mura (1696–1782), Giuseppe De Nittis (1846–1884), Giovanni Boldini (1842–1931), Giorgio de Chirico (1888–1978) e Giorgio Morandi (1890–1964). Há também peças de maiólica medieval apuliense, presépios napolitanos e vestuário antigo.
Pinacoteca Giuseppe De Nittis (em Barletta)
Museu de arte que alberga a maior coleção do famoso pintor impressionista local Giuseppe De Nittis (1846–1884), constituída por 146 quadros e 65 desenhos, que foi doada à cidade em 1914 pela sua viúva. Inicialmente instalado num antigo convento dominicano, esteve depois no Castelo de Barletta e finalmente foi instalado no Palácio da Marra, um edifício barroco do século XVI, onde funciona desde 2007.

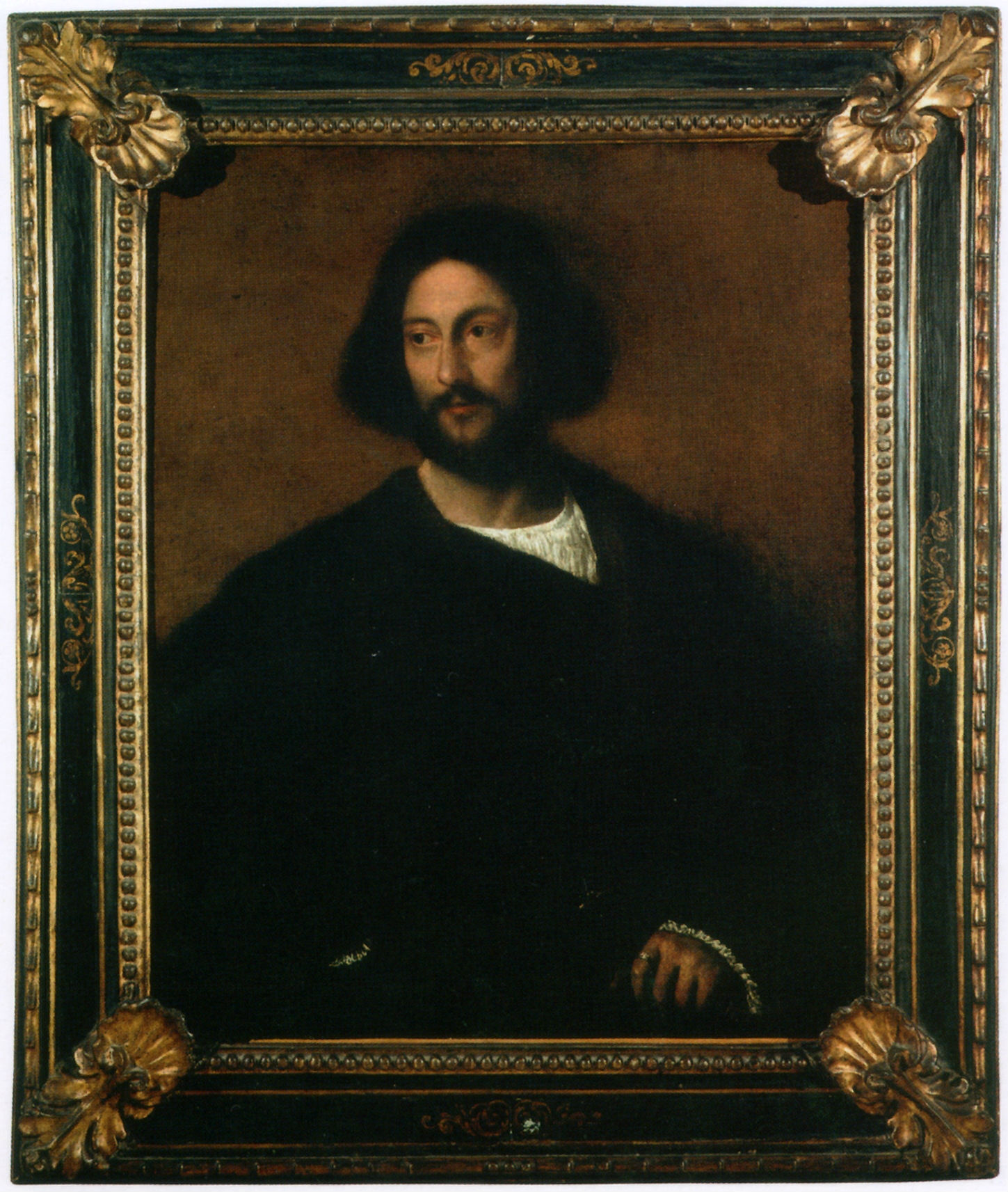
Retrato de gentil-homem, de Ticiano, século XVI, na Galeria Nacional da Apúlia

Galeria Nacional da Apúlia Girolamo e Rosaria Devanna (em Bitonto)
É a primeira galeria nacional da Apúlia e uma das mais prestigiadas da região. Foi inaugurada em 2009 e funciona no Palácio Sylos-Calò, um edifício notável edifício renascentista da primeira metade do século XVI. A coleção foi reunida pelos irmãos Girolamo e Rosaria De Vanna, que doaram ao Estado grande parte do seu espólio artístico em 2004. É composta por 229 pinturas e 108 desenhos de importantes artistas, na sua maior parte italianos, datados entre o século XVI e o início do século XX.
Tesouro da Basílica do Santo Sepulcro (em Barletta)
Situado na Basílica do Santo Sepulcro, uma das igrejas mais importantes de Barletta, originalmente construída provavelmente no século XI, este museu tem expostas várias peças de ouro religiosas, algumas provenientes da Palestina, que remontam às primeiras décadas do século XIII. Entre elas, destaca-se um cruz patriarcal dupla que contém um pedaço da Vera Cruz e que segundo a tradição terá sido levada para Barletta em 1291 pelo patriarca de Jerusalém após a tomada de Acre pelos muçulmanos.
Museu Cívico de Paleontologia e do Homem (MUPAU; em Lizzano)
Inaugurado em 2002, este museu municipal está instalado no Palácio Maiorano, um edifício senhorial de meados do século XIX. Tem uma importante coleção de fósseis que remonta a 600 milhões de anos, encontrados da região e um pouco por todo o mundo. Além da secção de paleontologia, tem uma ampla secção de arqueologia, com peças que vão desde o Neolítico até à Idade Média, passando pela Idade do Bronze e pelos períodos da Magna Grécia e romano. Estão também expostas ferramentas tradicionais de trabalho e de uso doméstico. Outras secções são dedicadas a culturas de África e da Oceania e a arte contemporânea.
Fotografias de museus da Apúlia

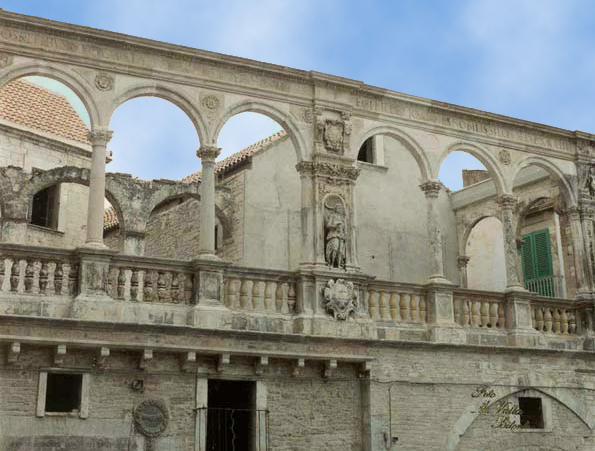
Palácio renascentista de Sylos-Calò (1.ª metade do século XVI), em Bitonto, onde funciona a Galeria Nacional da Apúlia
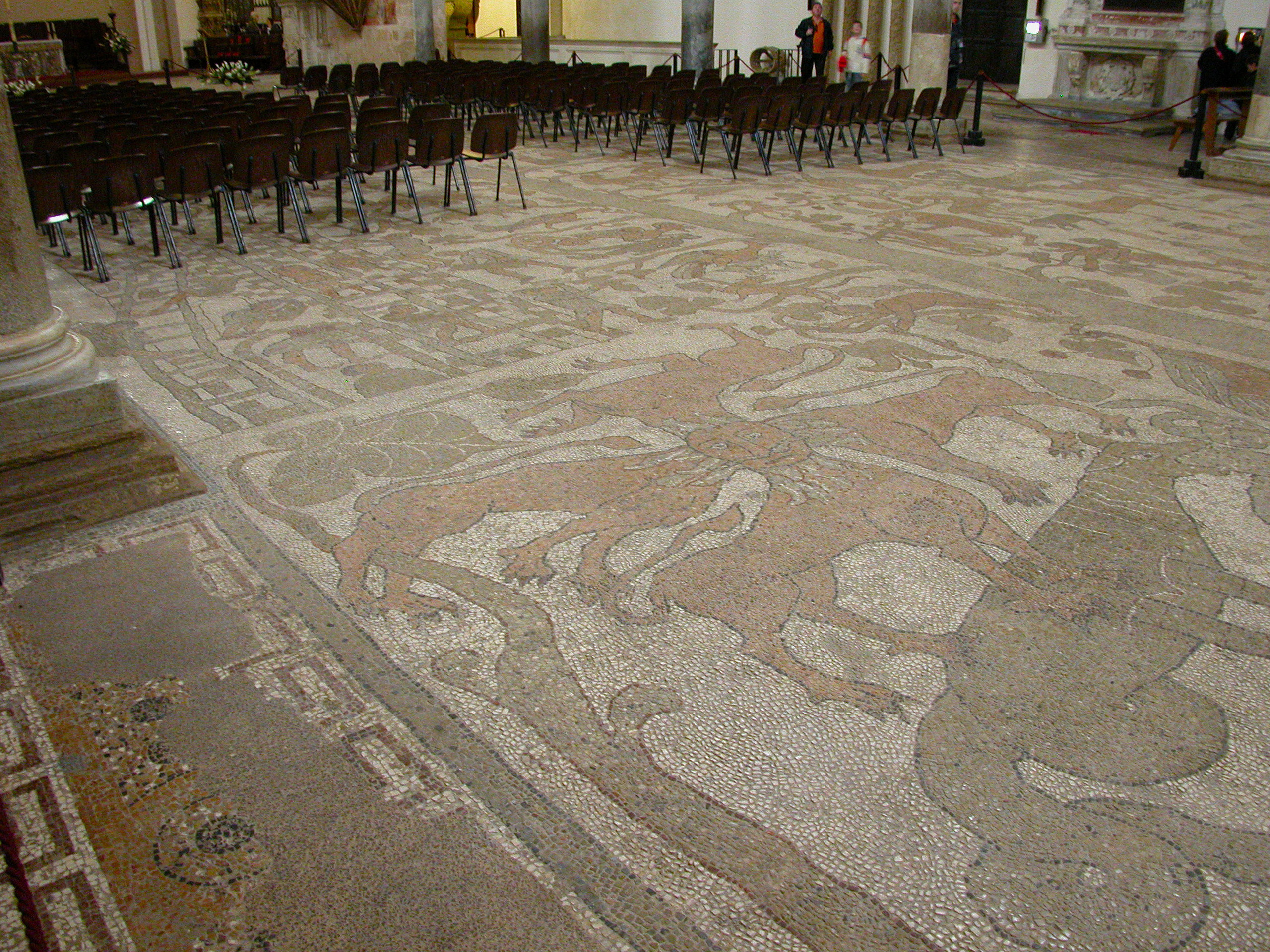
Mosaico na Catedral de Otranto
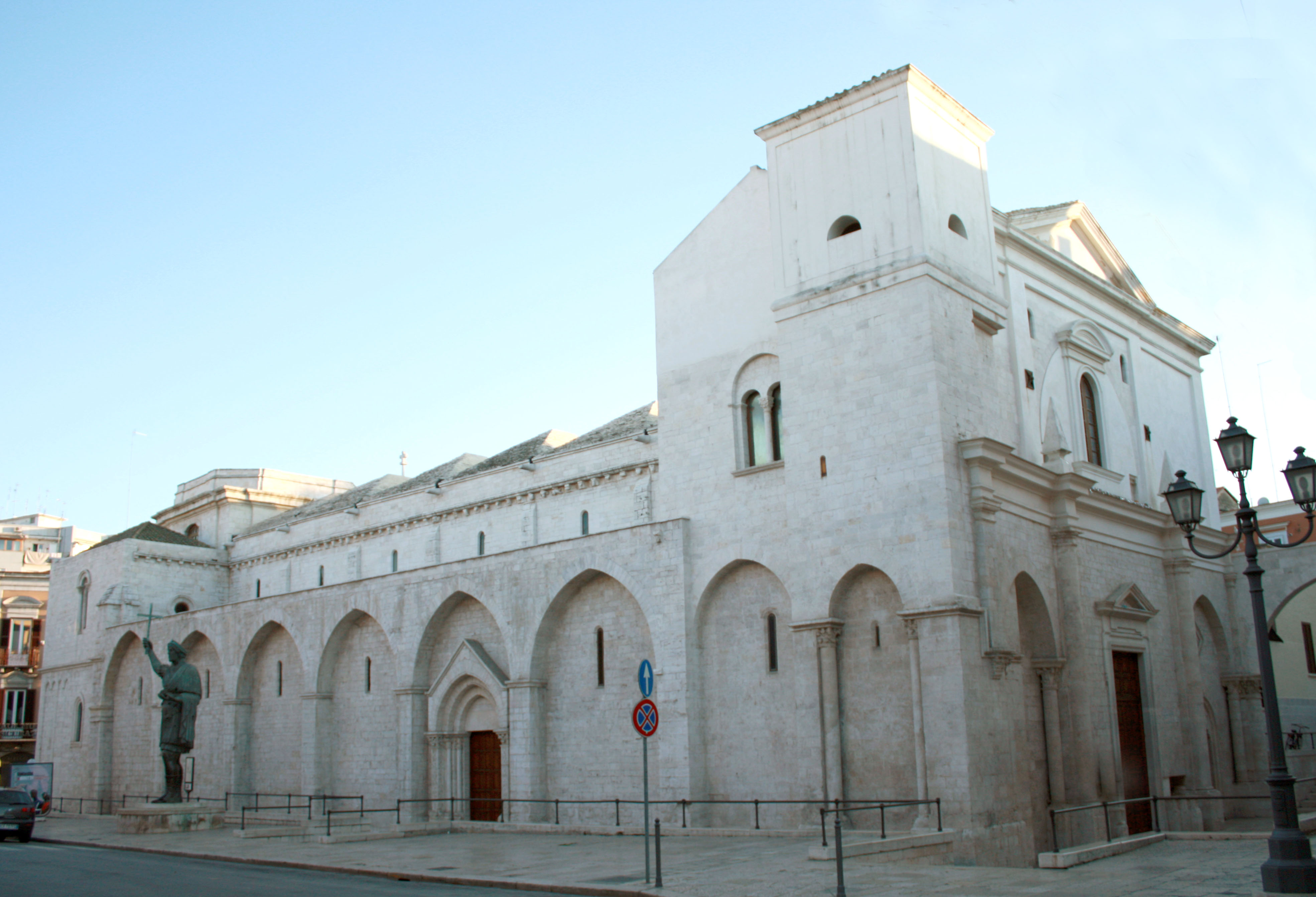
Basílica do Santo Sepulcro em Barletta
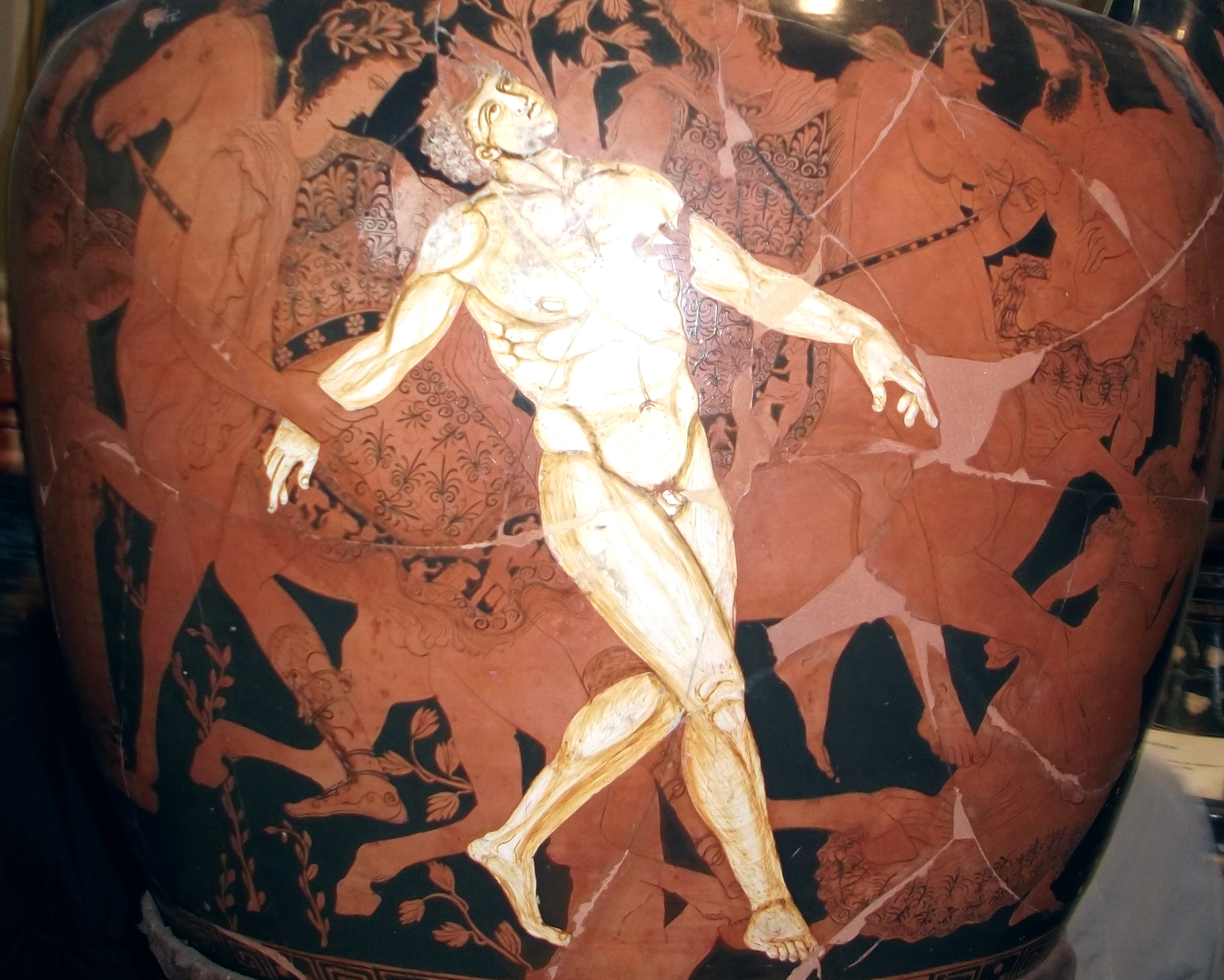
Detalhe da cratera apuliense de Talos

## Teatro

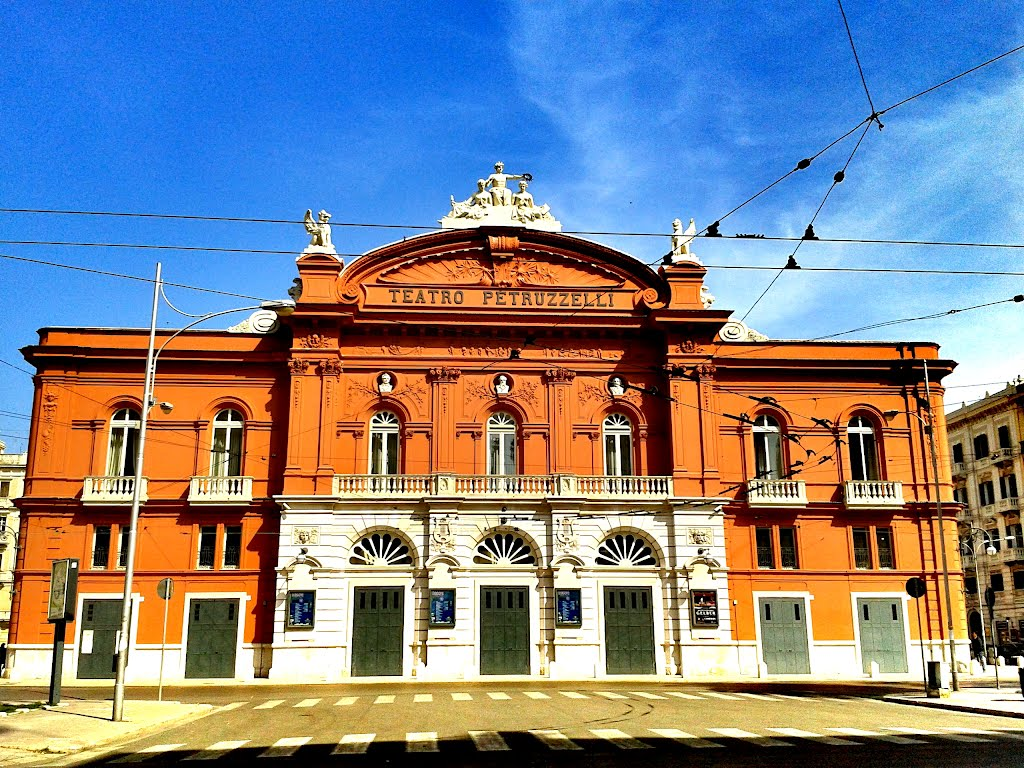
Teatro Petruzzelli, em Bari, o quarto maior teatro da Itália

A par duma tradição vernacular bastante sólida, enraizada sobretudo em Bari e na sua província, nos últimos anos surgiram numerosas formações experimentais, com novas ideias a circularem e novos novos intérpretes, que atraem o interesse das companhias teatrais nacionais e que é apreciado fora da região. Isso apesar da Apúlia ser uma das pocuas regiões italiana que não tem teatro stabile, isto é grandes companhias teatrais permanentemente subsidiadas pelo Estado, o que dificulta o crescimento do setor. A única instituição pública apuliense dedicada especificamente à gestão, coordenação e financiamento de atividades teatrais[carece de fontes?] é o Teatro Pubblico Pugliese, ativo desde os anos 2000 e responsável pela maior parte do financiamento ao setor. Um dos seus projetos mais interessantes é, por exemplo, o Teatri Abitati, graças ao qual 12 companhias conseguiram obter espaços antes não usados e abandonados para serem usados na sua atividade.
A Apúlia tem alguns espaços cénicos de primeira linha, cujo potencial nem sempre é plenamente explorado. O Teatro Petruzzelli de Bari é o quarto maior teatro da Itália e por vezes é apontado como o maior teatro privado da Europa; foi inaugurado em 1903 e reaberto em 2009 após ter sido restaurado na sequência dum incêndio em 1991. O Teatro Piccinni de Bari foi inaugurado em 1854 e encerrado temporariamente em 2009 para ser restaurado, estando prevista a sua reabertura para 2019. O Teatro Team é outro teatro de Bari, que foi fundado no final da década de 1990. O Teatro Margherita de Bari foi inaugurado em 1914 e encerrou em 1980; tem a particularidade de ser construído sobre palafitas, o que alegadamente faz dele o único teatro do mundo construído sobre o mar; em 2009 começou a ser restaurado, inicialmente com o objetivo de voltar a ser usado como teatro, mas depois decidiu-se torná-lo um museu de arte contemporâneo, cuja abertura está prevista para 2019. O Teatro Umberto Giordano de Foggia foi inaugurado em 1828 e restaurado em 2014. Em Bitonto existe o Teatro Traetta, inaugurado em 1938 e reaberto em 2005 após ter estado fechado durante quase cinquenta anos. O Teatro Curci, em Barletta, foi inaugurado em 1872. O Teatro Verdi de San Severo foi inaugurado em 1937 e substituiu um dos teatros mais antigos do sul de Itália, o Teatro Real Borbone, aberto em 1919 e encerrado em 1927. O Teatro Politeama Greco, em Lecce, foi o segundo grande teatro do sul de Itália a seguir ao célebre Teatro San Carlo de Nápoles; foi aberto com uma representação da ópera Aida.

## Literatura
A proximidade física entre a Apúlia e a Grécia ajudou a que na região tivessem vivido autores importante durante o período greco-romano e tivesse sido terra de passagem de numerosos estudiosos romanos que completavam ou complementavam os seus estudos na Grécia.
O tarentino do século III a.C. Lívio Andrónico é considerado o fundador da poesia épica romana, que traduziu a Odisseia para latim e introduziu em Roma vários outros géneros literários gregos. Também escreveu uma peça de teatro que é considerada a primeira obra literária escrita em latim (antes dele as obras em latim eram orais) e foi estreada em Roma em 240 a.C. Outro artista apuliense do mesmo século, Quinto Énio foi um poeta e dramaturgo que também é considerado um dos pais da literatura romana. Nasceu em Rudiae, uma cidade originalmente messápia situado muito perto do que é hoje Lecce. Escreveu peças um poema épico central na cultura latina (os Anais e outras obras de diversos géneros. Marco Pacúvio (220–130 a.C.) foi outro importante dramaturgo e poeta. Nascido provavelmente em Brindisi, numa área cultural greco-osca era sobrinho de Quinto Énio e mudou-se para Roma, onde se tornou pintor e poeta.
Entretanto, durante a Idade Média, a localização da região acabou por ser um entrave ao desenvolvimento cultural, devido ao feudalismo, que colocava o poder em soberanos e capitais distantes. Nesse período, a cultura apuliense foi geralmente um reflexo da cultura napolitana de maior sucesso. A capital do sul, a cidade de Nápoles, tinha a única universidade do sul da Itália e frequentá-la era uma obrigação para os intelectuais da Apúlia. Houve inúmeros casos de intelectuais que partiram para lugares culturalmente mais dinâmicos e que não voltaram à sua terra natal, contribuindo para a cultura de cidades como Roma, Veneza e Turim.
A inexistência duma corte, ao contrário do que aconteceu noutras partes da Itália, tolheu a vida cultural da Apúlia. Exceções notáveis foram a corte normanda de Frederico II da Suábia na primeira metade do século XIII, as cortes dos Orsini del Balzo no Alto Salento, a de Isabel de Aragão (1470–1524) e a de Bona Sforza em Bari (1494–1557), a dos Acquaviva em Conversano e Nardò nos séculos XVI e XVI. Estes centros, juntamente com os centros eclesiásticos e mercantis, desenvolveram importantes formas culturais e de inovação que também impulsionaram a literatura.[carece de fontes?]
Durante o século XVIII os intelectuais apulienses, ao contrário do que aconteceu com os de Nápoles e Milão, inicialmente não aderiram aos princípios iluministas.[carece de fontes?] Um impulso nesse sentido foi entretanto dado por Ferrante de Gemmis, um nobre literato e filósofo (1732–1803), que recolheu os ensinamentos de Antonio Genovesi e fundou a Academia Iluminista em Terlizzi, a sua terra natal, c. 1760. Quando a burguesia tomou consciência de si mesma, no século XIX, desenvolveu-se uma cultura científica, jurídica, económica e administrativa ativas. Ao mesmo tempo, em consequência da anexação do do Reino das Duas Sicílias ao Reino de Itália (1861), cresce espalha-se o fenómeno do brigantaggio, que deu origem ao principal tema da chamada literatura meridionalista. Esta tendência cultural conta com revistas como a Rassegna Pugliese de Valdemaro Vecchi, que seria o ponto de partida para o desenvolvimento da importante editora Laterza.
O século XX foi marcado por profudas reflexões meridionalistas e por sentimentos antifascistas. Um dos exemplos disso é Tommaso Fiore, um meridionalista convicto e socialista, que sempre lutou pela autonomia, pelo federalismo meridionalista, pelas condições de vida das populações, em particular das dos camponeses, e que foi o guia dum grupo de jovens intelectuais.
Um dos grandes expoentes da cultura apuliense do século XX foi Carmelo Bene, ator, dramaturgo e cineasta. Mais recentemente, o ex-juiz e ex-senador Gianrico Carofiglio tem tido muito sucesso com os seus romances que têm Bari como cenário. Como juiz, Carofiglio noatbilizou-se em processos anti-Máfia.

## Música

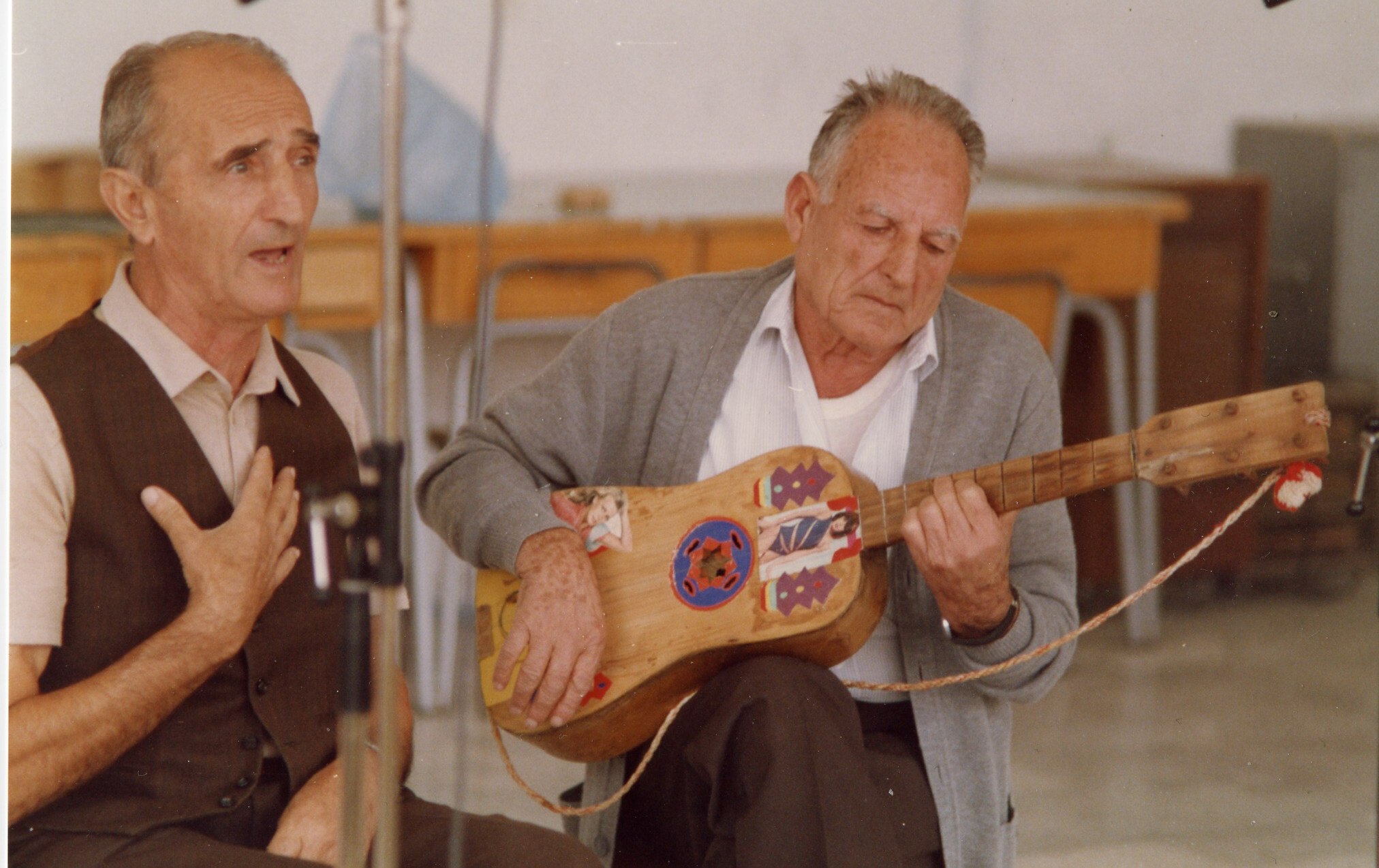
Andrea Sacco e Antonio Piccininno, dois dos mais notáveis intérpretes, já desaparecidos, da tarantela de Carpino, no Gargano

Como na maior parte da Itália meridional, a tradição musical da Apúlia está intimamente às danças tradicionais. Em toda a região, eram comuns no passado as danças folclóricas, geralmente conhecidas como tarantelas, com melodias musicais de ritmo veloz. A escola musical de Carpino, uma pequena cidade no Gargano, continua muito ativa na preservação da tarantela apuliense. A música, provavelmente com influências árabe e eslava, é acompanhada por guitarras francesas e battente, castanholas, tambor e voz.
Uma dança popular de particular interesse antropológico é a pizzica (ou taranto), presente sobretudo no Salento e em Tarento, que é dançada em pares de indivíduos não necessariamente de sexo diferente. Outrora era dançada não apenas em ocasiões festivas, mas também durante os rituais de cura da tarantate (tarantismo), um fenómeno histérico convulsivo que era atribuído à picada de tarântula. Os estudos realizados pelo etnólogo Ernesto de Martino e reunidos na sua obra fundamental La terra del rimorso, de 1959, incidiram sobre o fenómeno do tarantismo e mostraram as suas ligações à histeria, epilepsia e depressão. Embora o tarantismo possa ser considerado extinto, a música que o acompanhava nos últimos anos tem sido objeto duma redescoberta que ultrapassou as fronteiras regionais e que culmina anualmente no concorrido festival Notte della Taranta ("Noites da Taranta"), que se realiza todos os anos na Grécia Salentina.
Um grande músico apuliense muito célebre foi Matteo Salvatore (1925–2005), um compositor e cantor de folk e música tradicional que foi um grande intérprete de canções tradicionais do Gargano. Outro músico notório na área do folk é Eugenio Bennato, um cantautor que apesar de ser natural de Nápoles, é um dos principais impulsionadores Taranta Power, um movimento que tem como objetivo promover e divulgar o taranto e a música tradicional apuliense, o que tem vindo a ser feito através de espetáculos, publicações, apoio a grupos, à organização de eventos e à criação de escolas e oficinas. Outro cantautor e compositor com fama mundial com ligações à Apúlia foi Lucio Dalla, que viveu alguns anos e passou muito tempo, desde a juventude, principalmente em Manfredónia e nas ilhas Tremiti (1943–2012).

## Gastronomia

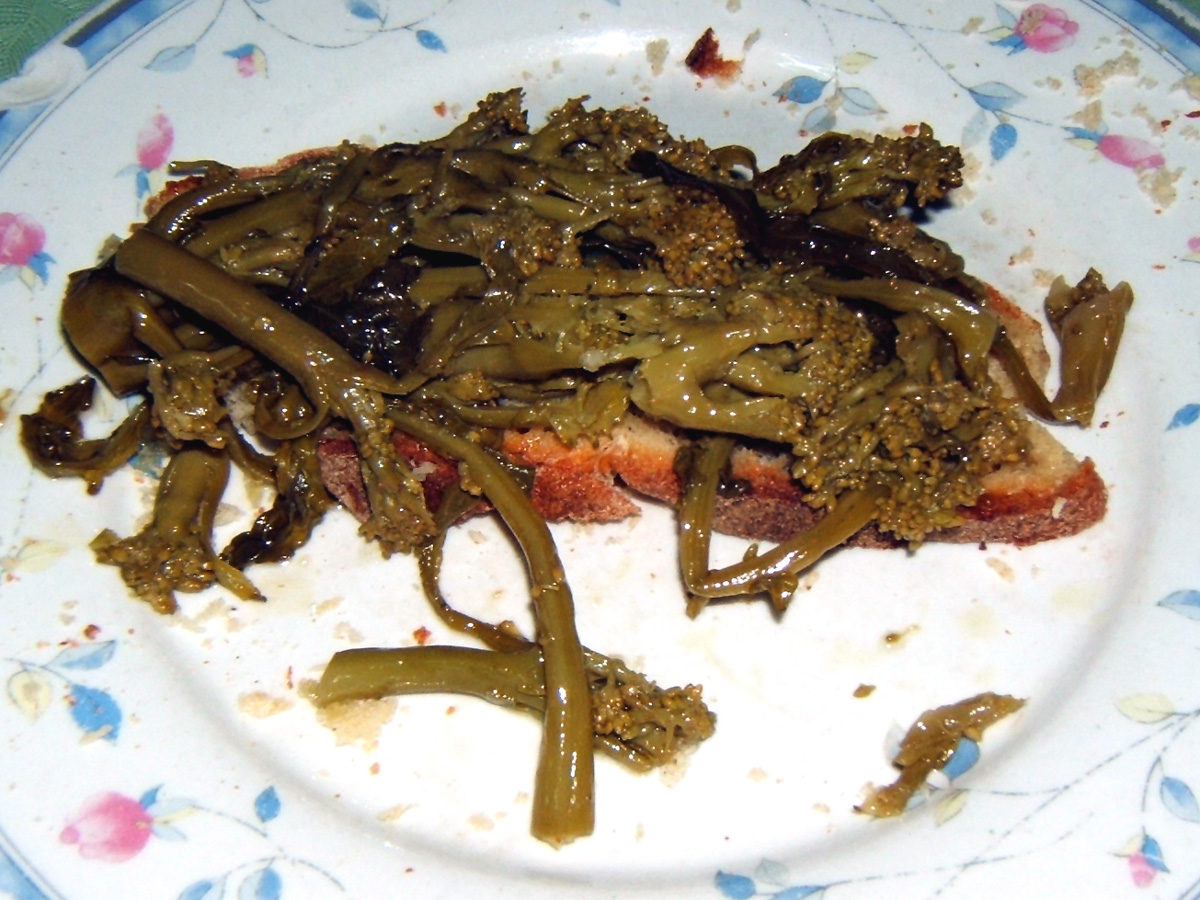
Cime te rape 'nfucate (ou rape affogate), um prato tradicional salentino à base de rama de nabo

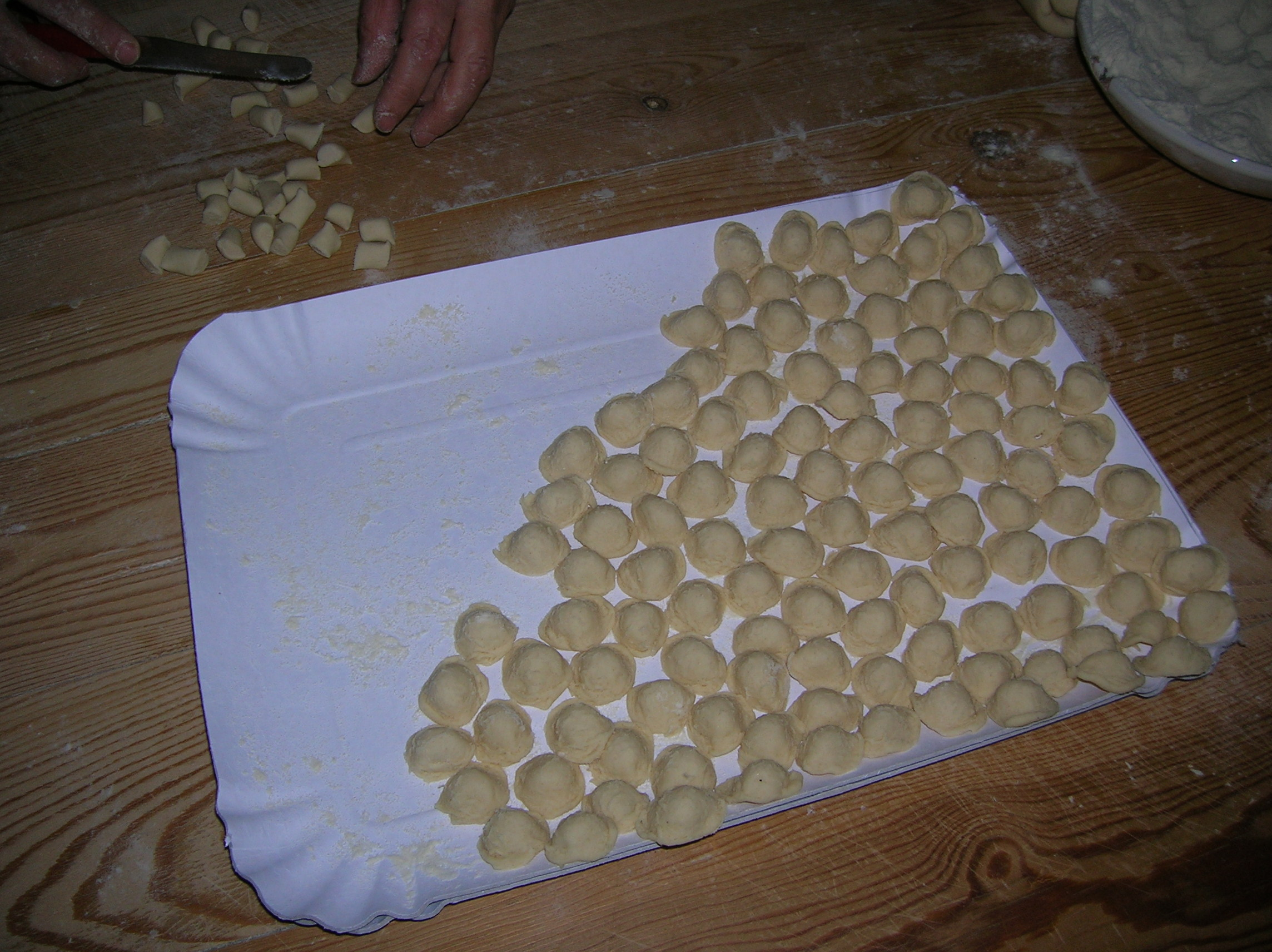
Orecchiette apuliense

A cozinha apuliense é muito variada, tanto nas receitas como nos numerosos ingredientes, que variam conforme as estações do ano. São usados muitas hortaliças e legumes, como a cima di rapa (Brassica rapa sylvestris) (rama de nabo), couve, cardo, alcachofra, chicória, pimento, beringela, feijão, lentilha, chícharo, fava (a de Carpino é famosa), cebola (a de Acquaviva delle Fonti é famosa), além de todos os frutos do mar, especialmente os do mar Adriático e do golfo de Tarento. Estes últimos têm uma características particulares, resultantes da água do mar Piccolo e das nascentes de água doce (chamadas localmente citri) que para ele afluem e suavizam a salinidade sem afetar o sabor do peixe.
Apesar de existirem alguns pratos comuns a toda a região, as receitas variam de província para província e por vezes de cidade para cidade. Por exemplo, é comum haver diferenças nas receitas típicas das províncias costeiras de Bari, Brindisi e Tarento, para as das províncias de Foggia, mais montanhosa, ou de Lecce, mais interior. Os pratos mais comuns variam ao longo do ano. Nas estações mais amenas, ou seja, na primavera e no verão, é dada preferência aos legumes e ao peixe, enquanto que no outono e inverno predominam as leguminosas, as massas preparadas em casa e temperadas com vários molhos (sughi; singular: sugo), servida sozinha ou acompanhada com vegetais ou peixe.
Possivelmente o prato típico mais conhecido é o "orecchiette al ragù di carne" (massa em forma de orelhinhas com guisado com carne), mas também são bastante conhecidos o "orecchiette con le cime di rapa" (massa com nabo), "cicoria con la purea di fave" (chicória com puré de favas) e outras mais ligados ao mar, como "cavatelli con le cozze" (cavatelli com mexilhões) "risotto ai frutti di mare" (arroz com frutos do mar), "spaghetti all'assassina" (espaguete à assassina, com molho de tomate, alho e cebola), "polpo alla griglia" (polvo na grelha), "riso al forno alla barese" (arroz no forno à moda de Bari), também chamado "riso, patate e cozze" (arroz, batatas e mexilhões). Entre os pratos típicos do Salento há os "municeddhi" (caracóis), os "involtini" (rolos de miúdos de borrego), que têm várias designações e também estão presentes na província de Foggia onde são chamados torcinelli), os "ciceri e tria" e "pezzetti di cavallo" (carne de cavalo com molho).
No que diz respeito às carnes, as do vale de Itria são particularmente afamadas, sobretudo as de Cisternino, Crispiano e Martina Franca, onde existe a única norcineria (local destinado unicamente ao abate e ao processamente de porcos) da Apúlia, onde se produz o típico capocollo. Além deste enchido, cabe também mencionar a zampina de Sammichele di Bari, e o prosciutto di Faeto, um presunto da comuna de Faeto, nos montes Daunos.

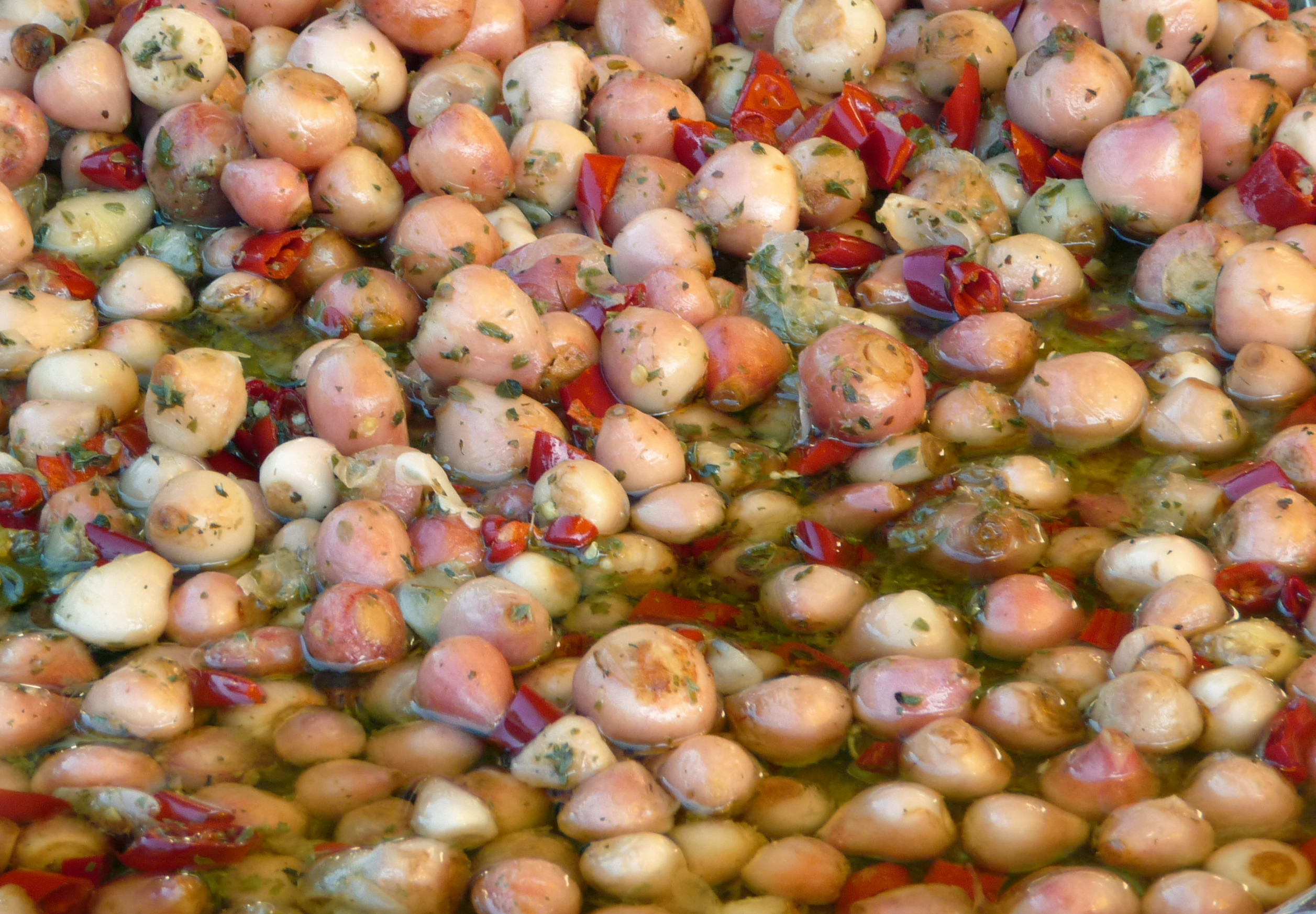
Lampascioni sott'olio (bolbos de em azeite)

Entre os produtos com denominação de origem protegida da Apúlia encontram-se os seguintes:
- Fruta — laranja do Gargano, limão femminiello do Gargano e clementina do golfo de Tarento
- Azeitona de mesa — bella' da Daunia e bella de Cerignola
- Azeites — Dauno, Terra di Bari, Collina di Brindisi, Terre Tarentine e Terra d'Otranto
- Queijos —  caciocavallo silano (de leite de vaca) e  canestrato pugliese (de leite de ovelha merino)
- Outros — pão de Altamura

Há também numerosos vinhos apulienses com denominações de origem protegida (DOC, DOCG e IGT).

## Tradições e folclore
La Fòcara em Novoli; 7 a 18 de janeiro
Festa comemorativa do padroeiro local, Santo António Abade (Antão do Deserto), que se tem o ponto alto nos dias 16 e 17 de janeiro, embora se prolongue de 7 a 18 desse mês. A grande atração é uma gigantesca fogueira composta por milhares de feixes de ramos de videira, que são empilhados para formar um enorme cilindro, que é iluminado por uma profusão de fogos de artifício na noite de 16 para 17. Nos chamados Dias do Fogo há numerosos espetáculos de pirotecnia e de concursos. No aspeto mais genuinamente religioso, outro evento importante é uma procissão e a benção de animais — segundo a tradição, Santo Antão, o "Santo do Fogo", foi guardador de porcos e protege os animais domésticos. A festa realiza-se pelo menos desde 1664, ano em que foi oficializada pelo bispo Luigi Pappacoda.

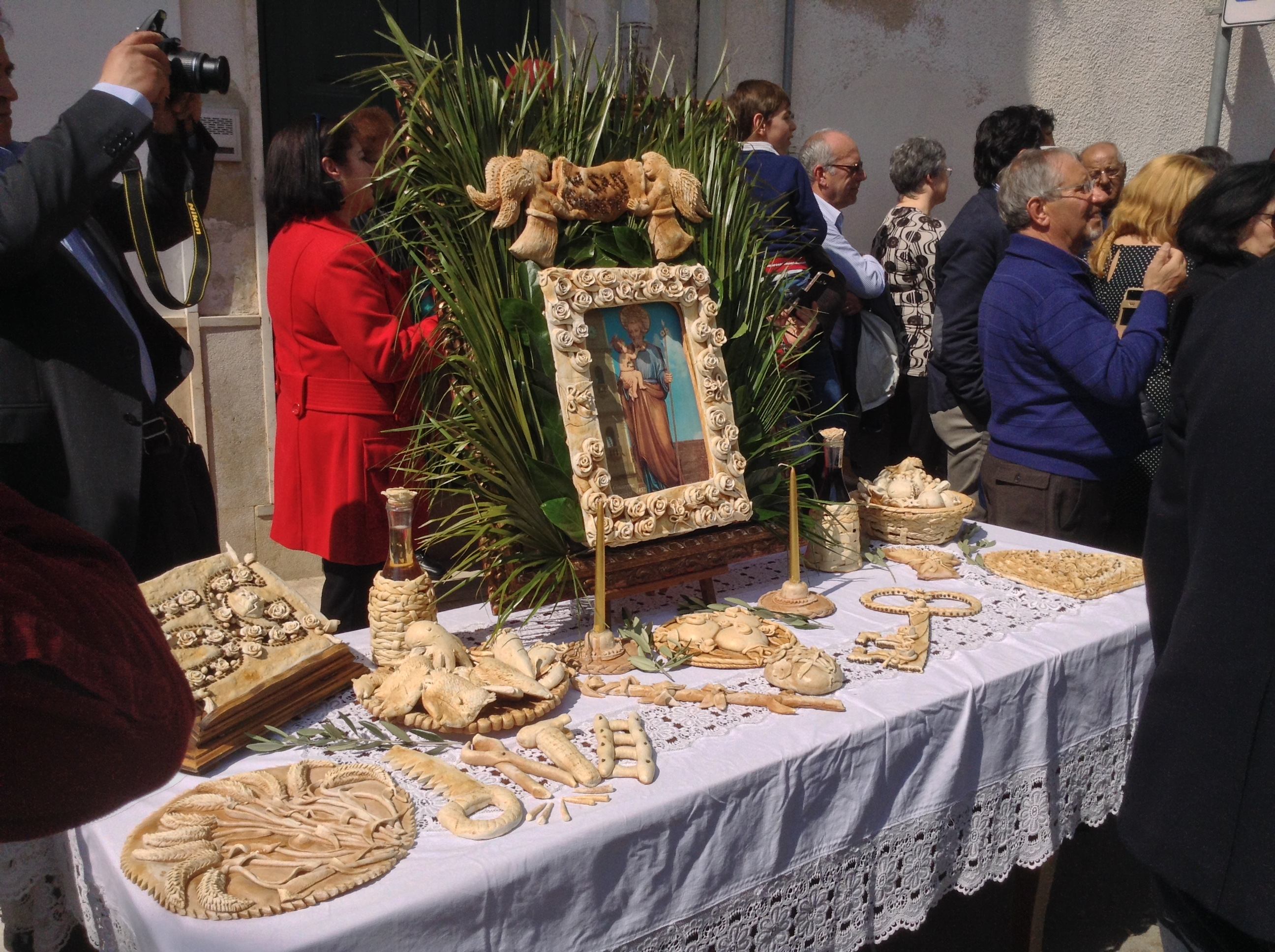
Tavola di San Giuseppe em San Marzano di San Giuseppe

Tavole di San Giuseppe (Mesas de São José) em Cocumola (Minervino di Lecce), San Marzano di San Giuseppe, Uggiano la Chiesa, Giurdignano e Lizzano; 18 e 19 de março
É uma tradição antiga em que são preparadas grandes mesas com pratos típicos em honra de São José. Durante a visita à taula podem saborear-se o "lu cranu stumpatu" e a "massa culli ciciri" ou os "vermiceddhri", ou seja, trigo e massa com grão-de-bico.
Fiera di San Giorgio (Feira de São Jorge) em Gravina; 4.ª semana de abril
Realizada na quarta semana de abril, é a feira regional mais antiga da Itália, atestada num documento de 1294 emitido pelo rei Carlos II de Nápoles onde ordena a sua restauração. Dedicada sobretudo à agricultura, artesanato, gastronomia e vinho, uma das atrações é a encenação das primeiras edições da feira na Idade Média.
Semana Santa de Molfetta; março ou abril
As comemorações da Quaresma em Molfetta começam com a procissão da Cruz na Quarta-feira de Cinzas, o dia seguinte ao Carnaval. Os outros pontos altos são a procissão da Virgem Addolorata na tarde de Sexta-feira da Paixão. Na noite de sexta-feira para sábado, às 03:00 da manhã, sai da Igreja de Santo Estêvão a procissão do Cinco Mistérios. No Sábado de Aleluia sai da Igreja do Purgatório a procissão da Pietá.
 Semana Santa de Tarento; março ou abril
Durante a Semana Santa são realizados vários rituais, nomeadamente grande procissões de dia e de noite com encapuçados, nomeadamente a da Madonna Addolorata (Nossa Senhora das Dores) e dos "Mistérios". As celebrações, por alguns apontadas como entre as mais antigas da Itália, remontam pelo menos a 1703, quando um nobre local, Don Diego Calò, encomendou em Nápoles imagens da Addolorata e de Jesus Morto que ainda hoje são usadas nas procissões. As celebrações são organizadas pelas mais de 20 confrarias de Tarento, algumas delas fundadas no século XVI.

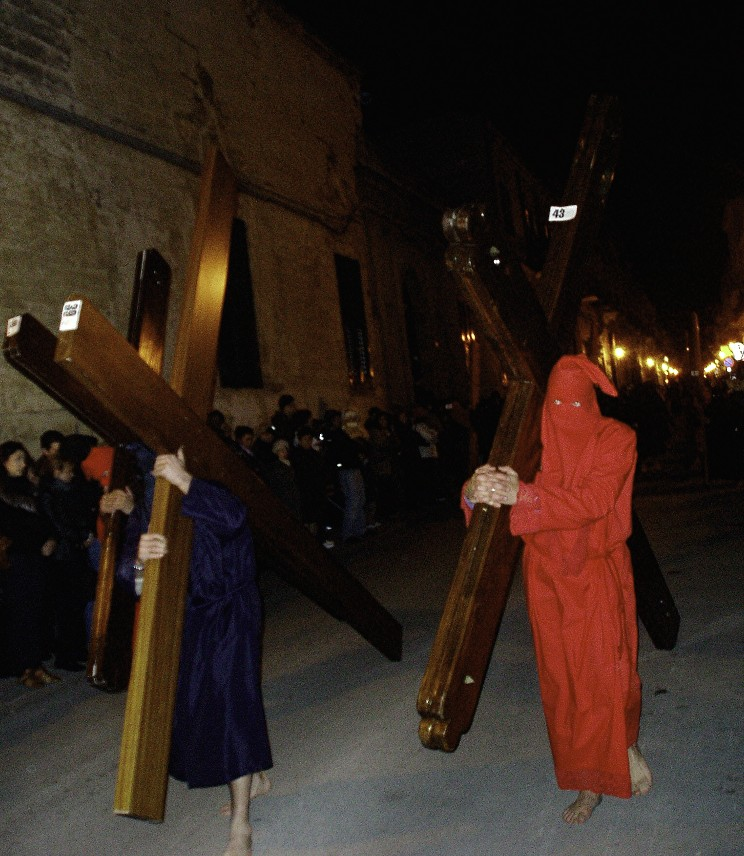
Pappamusci na Semana Santa de Francavilla Fontana

Semana Santa de Francavilla Fontana; março ou abril
Os ritos da Semana Santa desta cidade da província de Brindisi estão entre os mais famosos da Puglia. Durante toda a noite de Quinta-feira Santa e até ao anoitecer de Sexta-feira Santa, fiéis comuns e os Pappamusci andam em peregrinação de igreja em igreja, onde páram em oração diante dos sepulcros onde jaz o Cristo Morto. Os Pappamusci são membros duma confraria local e trajam uma túnica branca com um cordão atado na cintura, símbolo de sacrifício, e um escapulário castanho ao peito, sinal de pertença à confraria e privilégio dos seus membros. Outra peculiaridade local são os Crociferi, penitentes com uma túnica e encapuçados que carregam descalços uma pesada cruz de madeira aos ombros. Na procissão dos Mistérios, realizada na sexta-feira à noite, para a qual as confrarias levam esculturas em papel machê representando os últimos momentos da vida de Jesus. Como noutras celebrações da Semana Santa da Apúlia, as semelhanças com as que se praticam na Espanha explicam-se pelo facto da sua origem remontar ao período em que o sul da Itália era governado por monarcas espanhóis.
Processione delle Fracchie em San Marco in Lamis; noite de Sexta-feira Santa; março ou abril
A procissão noturna de Sexta-feira Santa nesta cidade do interior do Gargano é muito singular. Na procissão seguem carroças com grandes tochas acesas (as fracchie), que segundo a tradição iluminam Nossa Senhora das Dores na sua busca por Jesus morto. As tochas são feitas com feixes de troncos de árvore, de forma cónica e abertas longitudinalmente, que se tornam autênticas fogueiras ambulantes.  A tradição remonta ao século XVI ou XVII.

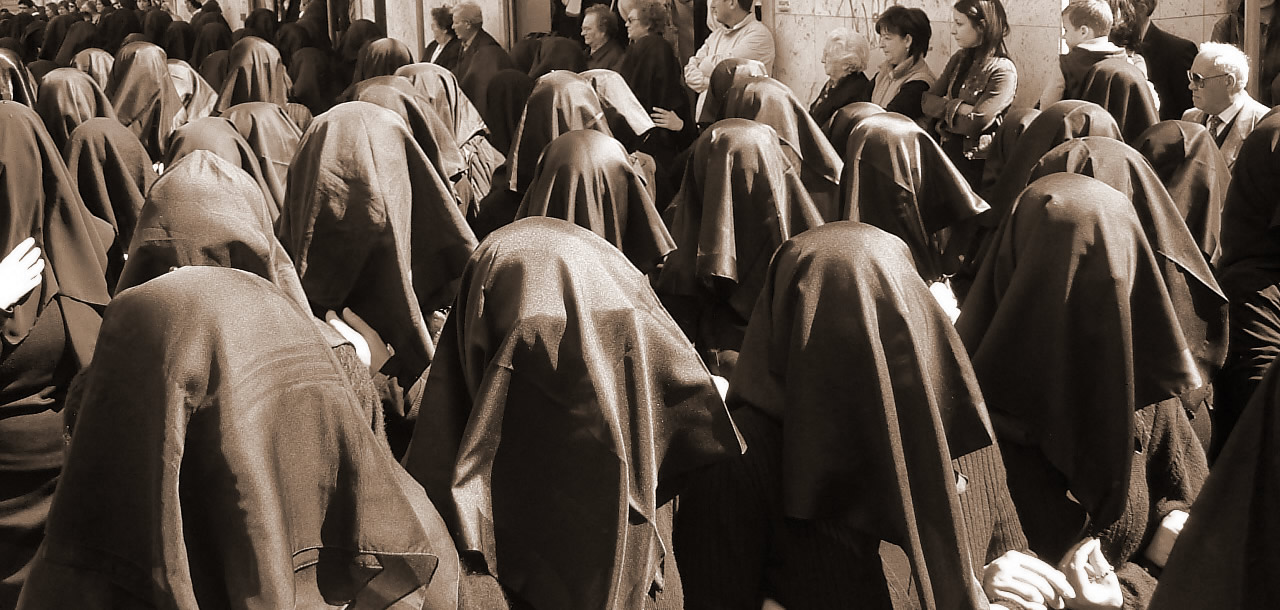
Processione della desolata em Canosa di Puglia

Processione della desolata em Canosa di Puglia; Sábado Santo; março ou abril
Realiza-se no Sábado Santo de manhã e é conhecida por nela participarem centenas de mulheres vestidas de preto da cabeça aos pés, com o rosto coberto e descalças, em jeito de cortejo fúnebre, que cantam o Stabat Mater. A procissão é tamb+em acompanhada por meninas vestidas de anjos que levam nas mãos objetos da Paixão de Cristo, como pregos, chicotes e a coroa de espinhos. O ambiente é muito intenso e emocionante, evocativo da dor de Maria Desolada pela morte do seu filho Jesus. A estátua da Virgem Maria também desfila vestida de preto, com lágrimas nos olhos e um lenço branco numa mão e uma coroa de espinhos e uma cruz na outra; é acompanhada por um anjo vestido de branco e atrás segue o sepulcro de Jesus com uma cruz despojada, simbolizando o sepultamente de Jesus.

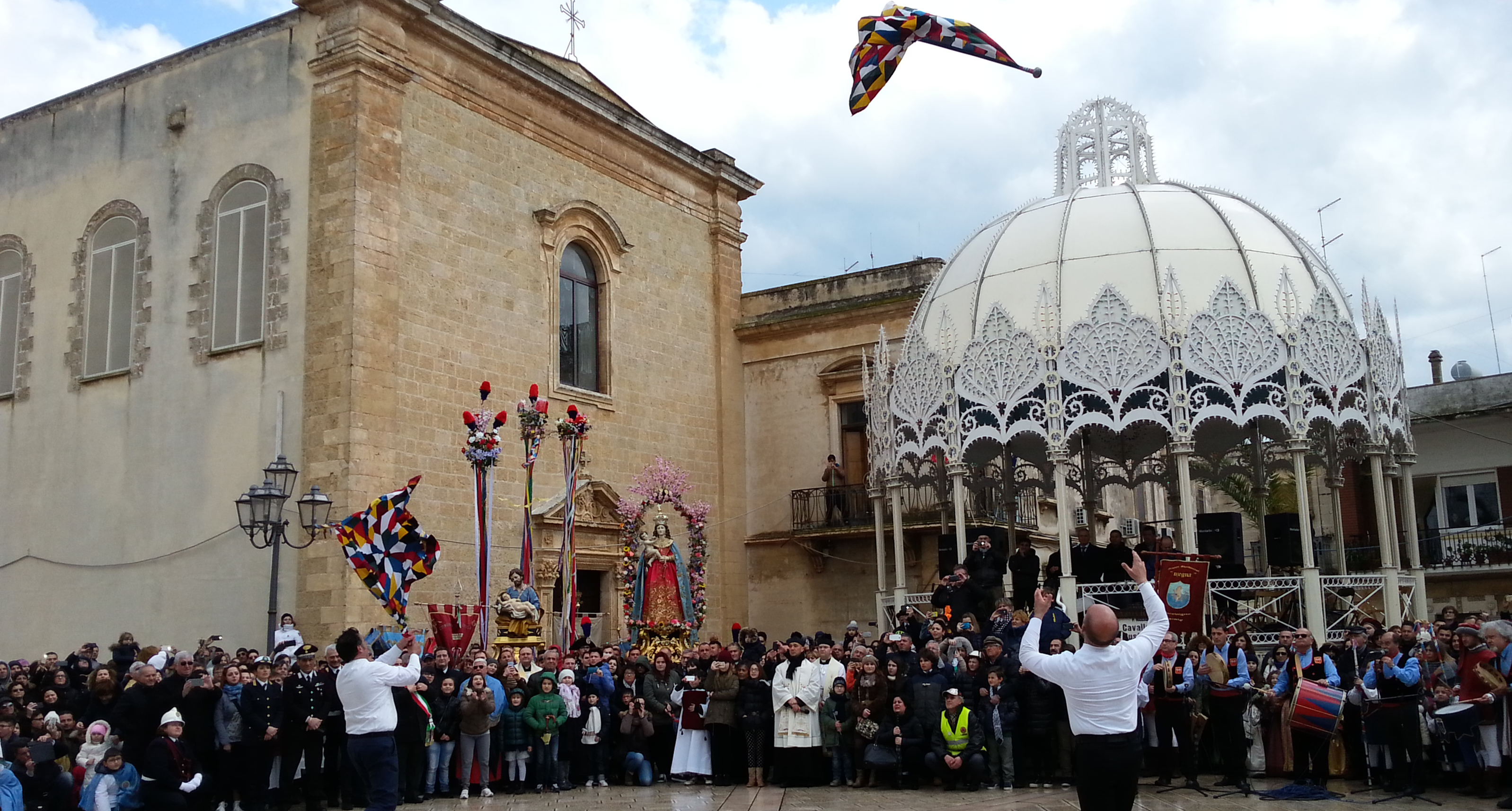
La 'Nzegna em Carovigno

La 'Nzegna em Carovigno; segunda-feira, terça-feira e sábado depois da Páscoa (março ou abril)
A 'Nzegna é um antigo rito religioso que consiste num jogo de agitação dum par de bandeiras multicoloridas (a Battitura della Nzegna), que são giradas em volta do pescoço, pernas e ventre e atiradas ao ar, ao som de música de flauta, tambor, bombos, címbalos. Estes espetáculos são precedidos procissões. A festa comemora-se em honra de Maria Santissima di Belvedere (Nossa Senhora do Prado), padroeira de Carovigno, desde o início do século XII.
Palio di Taranto (Prémio de Tarento); maio e junho
Também conhecida como Torneo dei Rioni ("Torneio dos Bairros"), é uma competição de remo com barcos tradicionais de madeira, inicialmente disputada pelos dez bairros de Tarento, na qual desde 1999 também participam as forças policiais e militares locais. A competição tem duas fases, a primeira realizada no dia do padroeiro da cidade, São Cataldo, 10 de maio, e a segunda em junho ou julho. Os barcos dão a volta à ilha onde se situa a parte histórica de Tarento.

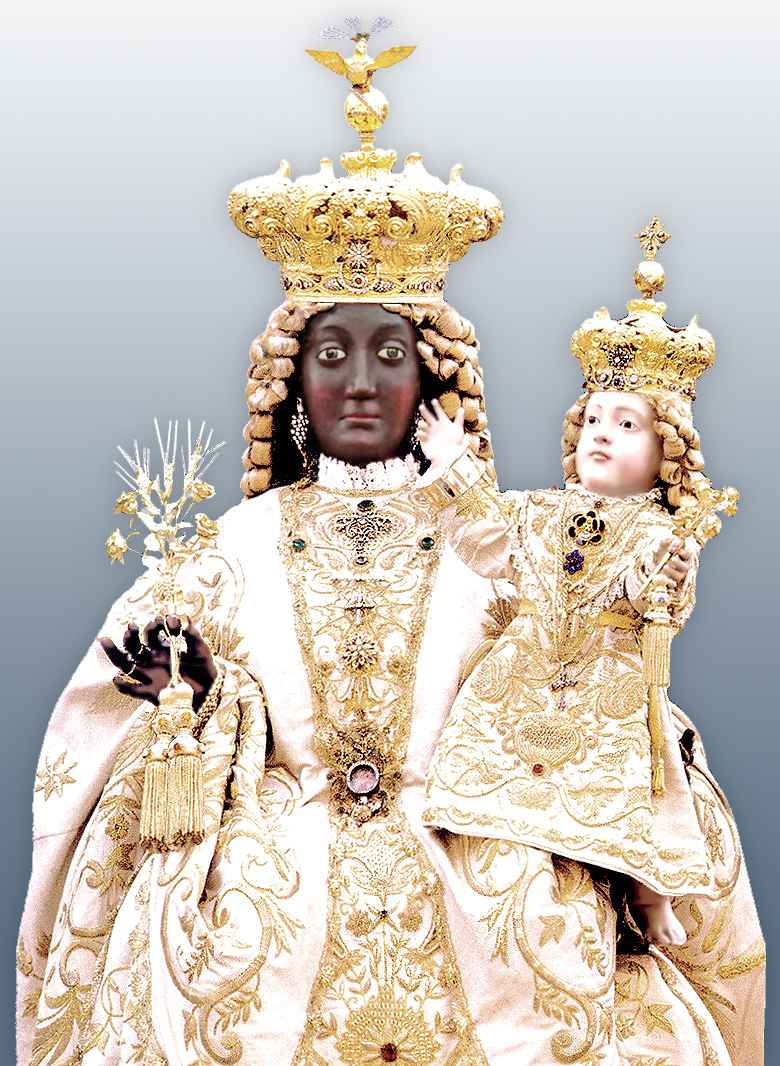
Imagem de Nossa Senhora do Socorro da procissão em sua honra em San Severo

Festa del Soccorso (Festa do Socorro) em San Severo; 3.º fim de semana de maio
É uma festa comemorativa dos santos padroeiros da cidade. A padroeira principal é a Beata Vergine Maria del Soccorso (lit.: Beata Virgem Maria do Socorro; Nossa Senhora do Socorro), cujo centro de culto foi transferido de Palermo para San Severo em 1514 pelos agostinhos. Os outros padroeirso são São Severino Abade e São Severo Bispo. Ocorre entre a véspera do terceiro domingo de maio e a segunda-feira seguinte. O ponto alto das festas são duas sumptuosas procissões em que são carregadas em ombros numerosas imagens de santos, adornadas com as joias que normalmente estão guardadas no Tesouro da diocese. Durante as procissões são ateadas baterias de fogo de artifício que são preparadas por mais de vinte bairros. Estes são engalanados com as suas cores e competem pela melhor bateria. Quando os fogos de artifício são ateados realiza-se a corsa dei fujenti, onde participam jovens que correm junto às baterias enquanto elas explodem, num cenário que faz lembrar uma guerra, com explosões por todo lado e fumo intenso. Na festa de 2018 os fogos provocaram um ferido grave. Durante a festa há iluminações noturnas decorativas nas ruas mais importantes e na Piazza Incoronazione é montada uma estrutura de luz com cerca de quinze metros de altura.
Processione del cavallo parato  em Brindisi; dia do Corpo de Deus, maio ou junho
É uma procissão que se realiza no dia do Corpo de Deus, na qual o arcebispo local vai montado num corcel branco, levando um ostensório, saindo da catedral e  percorrendo a cidade. O arcebispo vai debaixo dum dossel com seis hastes, as quais são carregadas por membros da Ordem dos Cavaleiros de Malta e da Ordem Equestre do Santo Sepulcro de Jerusalém. No caminho, a multidão atira flores. Quando a procissão passa na área do porto, todos os navios atracados apitam as suas sirenes e o arcebispo pára em frente ao Monumento ao Marinheiro da Itália para abençoar as águas e depois pára na Praça da Vitória para abençoar a cidade. A procissão, que alegadamente se realiza desde 1254, evoca a tradição segundo a qual durante a Sétima Cruzada, o rei de França São Luís foi feito prisioneiro por Saladino em Damieta, no Egito, em 1249. O soberano muçulmano concordou libertar o rei cristão em troca dum avultado resgate. São Luís foi libertado deixando como penhor o Santíssimo Sacramento (pão da Última Ceia) e foi a Brindisi, onde sacro-imperador Frederico II lhe deu o dinheiro para o resgate. O rei francês voltou ao Egito para pagar o resgate, que Saladino, impressionado pela lealdade e fé do rei cristão, se recusou a aceitar e devolveu o pão. Quando voltava da Terra Santa, São Luís foi surpreendido por uma tempestade e foi para à praia de Torre Cavallo, perto do porto de Brindisi. Preocupado em salvar o Santíssimo Sacramento, São Luís pediu ajuda ao arcebispo de Brindisi, que foi buscá-lo num cavalo branco, escoltado pelas confrarias e fiéis de Brindisi. À chegada à cidade, o rei e o arcebispo foram aclamados pela população. A tradição tem demasiados anacronismos e incoerências para poder considera-se ter alguma fundamentação histórica. O seu primeiro registo escrito data do início do século XVII e foi feito pelo médico e literato salentino Girolamo Marciano. 
La Scamiciata em Fasano; terceiro sábado de junho
É um cortejo que encena a vitória obtida sobre os turcos em 2 de junho de 1678, dia em que, depois de anos ou séculos de invasões otomanas, os habitantes de Fasano derrotaram os turcos numa batalha campal junto às muralhas da cidade. O cortejo é encabeçado por porta-bandeiras e é acompanhado por música de trombas e tambores, com os participantes vestidos com trajes da época. Há grupos que representam as famílias nobres da época, cada um deles precedido pela bandeira com o emblema da respetiva família. Alguns desfilam a cavalo. No final seguem as autoridades civis, religiosas e militares, também elas com trajes da época, em carruagens antigas puxadas por cavalos. Há também homens armados e alabardeiros. No final há canções e danças e um jovem representando o General Sindaco ("Síndico Geral") da cidade oferece as chaves da cidade à imagem de Madonna di Pozzo Faceto, a padroeira local. Segundo a tradição, a rebelião que expulsou os turcos foi organizada durante a festa da Madonna di Pozzo Faceto, a pretexto da organização dum "torneio popular". O nome da festa — La Scamiciata — pode traduzir-se literalmente como "A Desacamisada" e também significa "A Revoltosa".

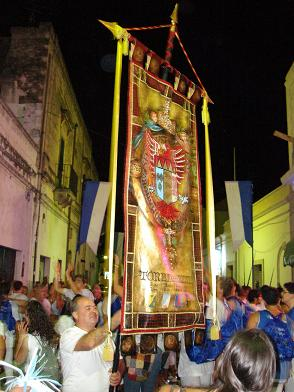
Palio dei Rioni de 2006 em Oria

Torneo dei Rioni (torneio dos bairros) e corteo storico (cortejo histórico) em Oria; 2.ª semana de agosto
É uma festa em que os participantes usam trajes medievais, cujos pontos altos são um cortejo medieval a cavalo e um torneio de jogos tradicionais de destreza e habilidade em que competem equipas dos bairros da cidade. O bairro vencedor recebe um palio (estandarte bordado). A festa realiza-se desde 1967 e no cortejo participam mais de mil figurantes, entre nobres, senhoras, soldados, cavaleiros, bobos e porta-bandeiras e outros personagens. É inspirado pelas cerimónias organizadas em 1225 por Frederico II da Suábia para homenagear a chegada da sua esposa Isabel de Jerusalém, com quem tinha casado por procuração, e do seu sogro João de Brienne, rei de Jerusalém. Para preparar o acontecimento e o início da construção dum castelo que hoje se ergue na parte alta da cidade, Frederico instalou-se em Oria com a sua corte e decretou a realização dum torneio entre os quatro bairros da cidade. O desfile medieval de Oria é uma das encenações medievais mais importantes e mais fiéis historicamente da Itália, tendo inspirado a grande parte das festas medievais que surgiram depois.
Pizzica Scherma de Torrepaduli; 15 de agosto
Também conhecida como danza delle spade (dança das espadas), é o ponto alto das festas de São Roque (em italiano: San Rocco), o padroeiro de Torrepaduli, uma localidade da comuna de Ruffano. É uma dança que se realiza na noite de 15 para 16 de agosto, na qual pares de homens (ou por vezes trios) simulam duelos de esgrima ou luta de facas usando as mãos e braços, numa coreografia rica em simbolismos secretos que só são plenamente conhecidos pelos praticantes. O espetáculo decorre ao ritmo repetitivo e quase obsessivo de pandeiretas tocadas por músicos que se reúnem em círculos. A pizzica é uma dança tradicional salentina e scherma significa mestre de armas ou esgrimista.
La Sagra de la Pittula em Surano; 23 de dezembro
A pittula é um doce típico natalício, com semelhanças com as filhoses portuguesas, feito com massa de sêmola levedada que é frita em azeite extravirgem. Geralmente têm uma forma arredondada e levam couve-flor, pimento, nabo, bacalhau, azeitonas pretas com anchovas e tomate, atum, etc. As tradicionais não têm recheio e são polvilhados com mel e anesini açucarado. É um símbolo auspicioso de sorte e do nascimento. Em Surano realiza-se uma festa (sagra) da pitulla em 23 de dezembro, onde também se pode apreciar outra especialidade local, os pucce (singular: puccia), uma espécie de pão. Outra atração da festa é a focareddha, uma fogueira de Natal com cinco metros de altura que segundo a tradição se destina a aquecer o Menino Jesus.
Cavalcata dei Devoti (Cavalgada dos Devotos) em Ostuni; 26 de agosto
Também chamada Cavalcata di Sant’Oronzo, é o ponto alto das festas do padroeiro Sant'Oronzo, é um desfile de cavalos ajaezados festivamente e cavaleiros com uniformes vermelhos com muitos bordados e lantejoulas, com algumas reminiscências dos trajes de toureiro. O cortejo realiza-se desde 1657 e tem a forma atual desde 1803.
Carro triunfal de Sant'Oronzo em Turi; 26 agosto
É uma sumptuosa  procissão noite, que celebrada o martírio de Sant’Oronzo. Sai da igreja construída sobre a gruta onde segundo a lenda o santo pregava. A imagem do santo é carregada num carro triunfal, com 14,8 metros de altura, feito em madeira de carvalho e finamente decorado por marceneiros locais, que é puxado por seis mulas. A procissão é precedida por um cortejo histórico e por agitadores de bandeiras.

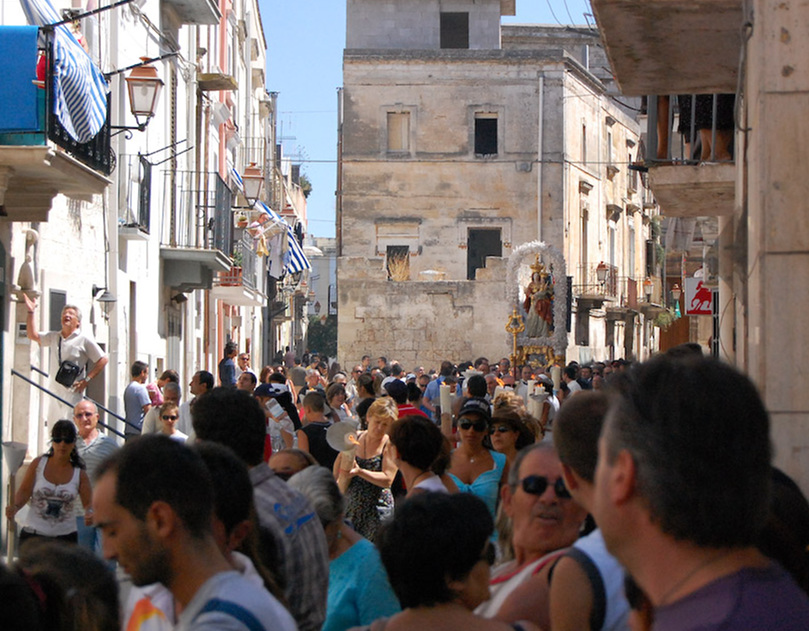
Procissão da Madonna del Pozzo em Capurso

Festa della Madonna del Pozzo (Festa de Nossa Senhora do Poço) em Capurso; último domingo de agosto
Celebra a descoberta milagrosa dum fresco de Santa Maria do Poço, a padroeira de Capurso, em 30 de agosto de 1705. Os pontos altos são duas procissões, uma diurna, com grandes velas, que dura cerca de oito horas, e outra noturna, com um carro triunfal, puxada por peregrinos de cidade de Bisceglie.
Festa dei santi Medici (festa dos santos médicos) em Bitonto; 3.º domingo de outubro
O ponto alto desta festa dedicada aos mártires São Cosme e São Damião é uma procissão (conhecida como Intorciata) que percorre grande parte do centro histórico da cidade. O evento tem provavelmente origem medieval, do século XIII ou XIV, quando as relíquias dos santos (braços) chegaram a Bitonto, embora a primeira menção escrita da presença das relíquias na cidade date de 1572. À festa acorrem não só fiéis locais como doutras partes da Apúlia e das regiões vizinhas, juntando mais de 100 000 pessoas, muitas delas chegando à cidade a pé, em peregrinação. A procissão dura o dia inteiro e começa com a saída das imagens da igreja, aplaudida pela multidão e pela libertação de balões e pombos. Alguns pessoas fazem a procissão andando para trás, olhando para as imagens dos santos. Outras caminham descalças, carregando enormes círios acesos com dois metros de altura e 50 cm de diâmetro. Há um homem que canta versos durante toda a procissão, acompanhado por diversos grupos. À noite celebra-se a Nottata, quando as relíquias são expostas e há uma missa celebrada pelo arcebispo. Durante a festa há também uma feira tradicional. As comidas típicas desta ocasião são a fecàzze (focaccia) e o jàcce (aipo). O dia dos santos, 26 de setembro, também é comemorado com hinos, cânticos, orações e novenas. A festa maior em Bitonto foi transferida para meados/finais de outubro em 1733 para permitir, entre outras coisas, que as populações rurais completassem todas as atividades ligadas à campanha do vinho.

## Monumentos e atrações turísticas

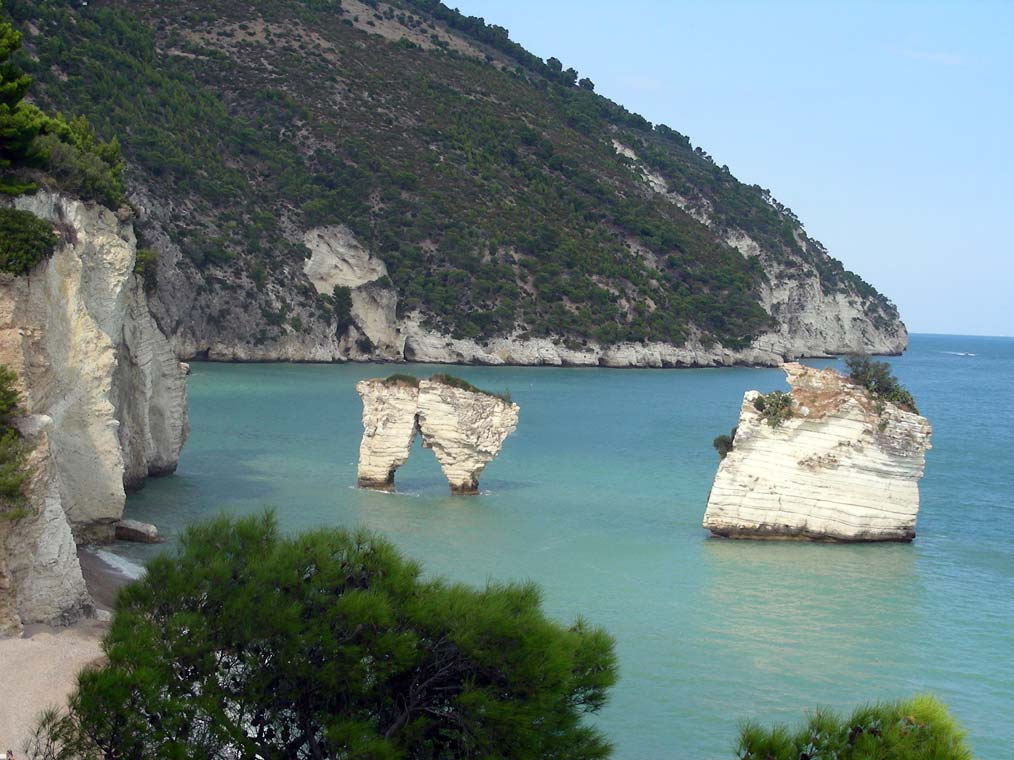
Baía delle Zagare, no

### Locais de interesse natural e paisagístico
Na Apúlia há 2 parques nacionais, 3 áreas marinhas protegidas, 11  parques regionais. 17  reservas naturais estatais e 7 reservas naturais regionais. Além disso, no âmbito do projeto Rede Natura 2000 foram propostos 75 sítios de importância comunitária e 16 zonas de proteção especial. O Parque Nacional do Gargano foi criado em 1991 e tem 1 211,2 km². O Parque Nacional da Alta Múrgia foi criado em 2006, tem 680,8 km² e a sua sede é em Gravina in Puglia. As áreas marinhas protegidas são a de Torre Guaceto (comuna de Carovigno, província de Brindisi), as ilhas Tremiti (a norte do cabo Gargano) e a de Porto Cesareo (província de Lecce).
Apesar da presença de diferentes biótopos, tais como zonas húmidas (principalmente no lado do Adriático), cavernas (como por exemplo as grutas de Castellana), desfiladeiros, bosques, etc., as áreas protegidas não excedem 7% da área total da região. A área arborizada ocupa 7,5% do território, a percentagem mais baixa da Itália.

### Locais de interesse arqueológico

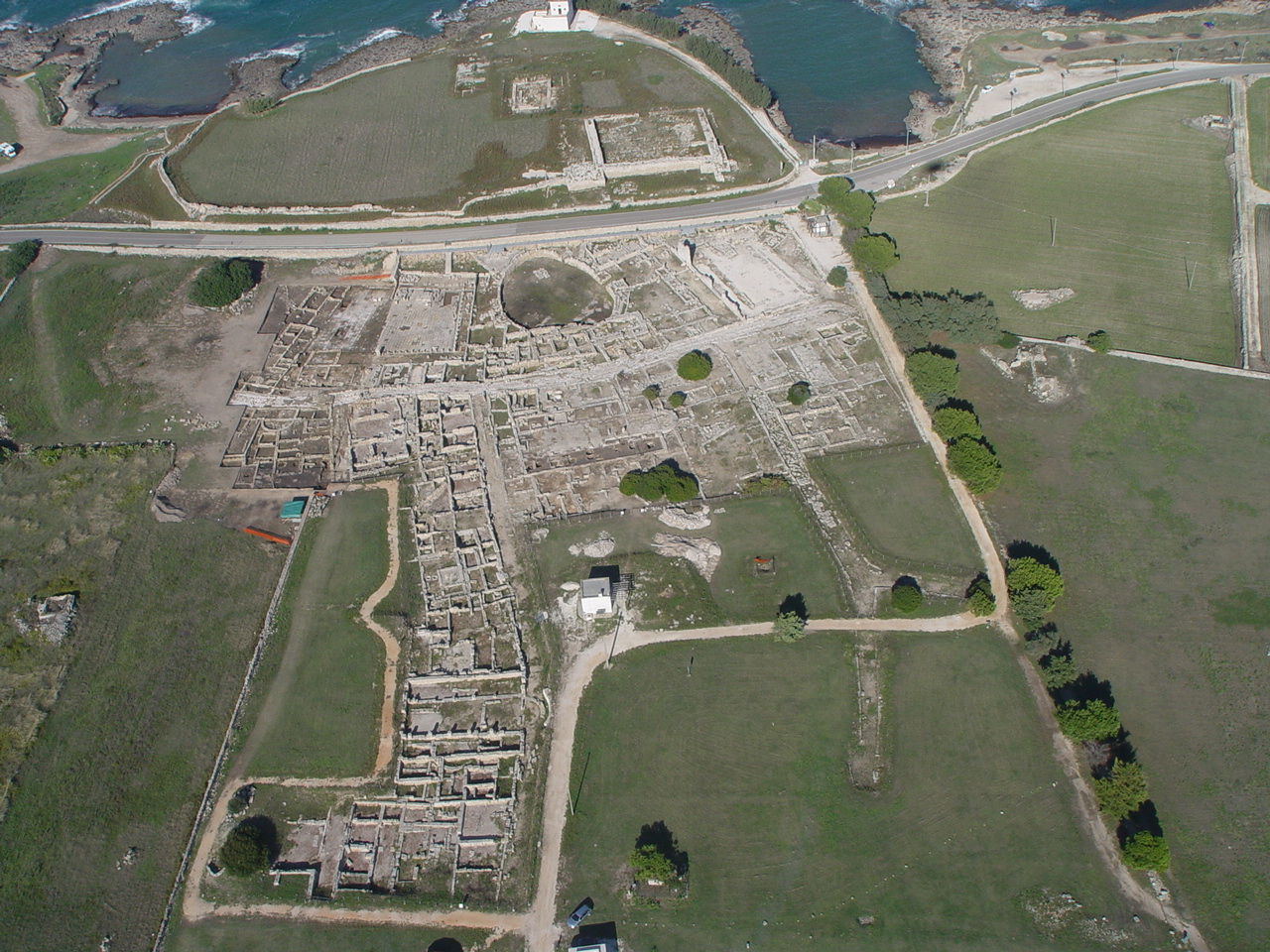
Vista aérea das ruínas de Egnácia

Apesar da grande dispersão e destruição sofrida pelo património arqueológico, que afeta sobretudo o Salento, na Apúlia existem numerosos sítios arqueológicos e paleontológicos, alguns com importância internacional, como por exemplo a pedreira em Altamura descoberta em 1999 que tem cerca de 30 000 pegadas de dinossauro, datadas de há 70 a 80 milhões de anos. Foi também em Altamura que foi encontrado o chamado Homem de Altamura, um espécime arcaico de Homo neanderthalensis. Outros sítios arqueológicos espalhados por toda a região atestam a presença humana desde a Idade da Pedra. Entre os maiores estão as antigas cidades de Egnácia e Canas, mas há também outros povoados, várias necrópoles, dólmenes, menires, estradas romanas (como a Via Ápia e a Via Trajana), etc.

### Arquitetura religiosa
O  românico apuliense, que atingiu o seu máximo esplendor entre o século XI e a primeira metade do século XIII, foi o antecedente mais imediato da arte que se desenvolveu na corte de Frederico II da Suábia no século XIII, a qual, através da movimento de artistas como Nicola Pisano de Apulia, levou à renovação artística que depois se difundiu para a Toscana e daí para toda a Itália. As igrejas da Apúlia apresentam influências lombardas, pisanas, borgonhesas e orientais, reelaboradas segundo um esquema peculiar.[carece de fontes?]
Entre os primeiros e mais representativos edifícios românicos está a Basílica de São Nicolau de Bari, iniciada em 1087 e concluída no final do século XII. Outros exemplos característicos do românico apuliense são as catedrais de Trani, Troia, Ruvo di Puglia, Altamura, Bitonto e a Basílica de Siponto em Manfredónia. Outro edifício de notável importância histórica é a igreja matriz de Santa Maria da Porta em Palo del Colle, construída no século XII e remodelada de acordo com os cânones renascentistas em 1500, que tem uma torre sineira com cerca de 50 metros de altura.
Além dos monumentos românicos, há também notáveis edifícios góticos a catedral angevina de Assunção de Maria, o Santuário de São Francisco António Fasani em Lucera, a Basílica de São Francisco de Assis em Bitonto, a Basílica de Santa Catarina de Alexandria em Galatina e a Basílica do Santo Sepulcro em Barletta.
Entre o final do século XVI, na época da Contrarreforma, e a primeira metade do século XVIII difundiu-se o  barroco leccese. Esta corrente artística espalhou-se por todo o Salento, favorecida não só pelo contexto histórico, mas também pela qualidade da pedra local utilizada, a pietra leccese, um calcário macio e compacto com tons quentes e dourados, adequado para ser trabalhado com cinzel. O barroco de Lecce caracteriza-se pelas suas decorações muito exuberantes nos revestimentos dos edifícios. Inicialmente, este estilo só era usado em edifícios religiosos e nobres, como por exemplo a Basílica da Santa Cruz em Lecce, o Palácio dos Celestinos, também em Lecce, e a Basílica concatedral de Santa Ágata em Gallipoli. Mais tarde, as exuberâncias barrocas, os motivos florais, as figuras, os animais mitológicos, frisos e brasões também passaram a ser usados na arquitetura particular. A arquitetura barroca é luxuriante em Lecce e em todos as comunas da sua província, sobretudo na Grécia Salentina e nos grandes centros do Salento, como Gallipoli, Maglie, Nardò, Galatina e Martina Franca.
A arquitetura barroca tardia da Capitanata é bastante diferente do barroco de Lecce, estando mais ligada à cultura do século XVIII, fluindo para o rococó, com fortes influências napolitanas, sobretudo nos edifícios religiosos de San Severo, Foggia e Lucera. Em San Severo, os elementos napolitanos fundem-se com elementos lombardos (importados pelo arquiteto lombardo Ambrosio Piazza), dando origem a uma leveza vaporosa e festiva de linhas e ornamentos, o que é particularmente evidente na Igreja de São Lourenço dos Beneditinos, na qual também se encontram as últimas obras de mármore do escultor napolitano Giuseppe Sanmartino (1720–1793).
Na Apúlia há também pelo menos um exemplo notável de arquitetura religiosa contemporânea: o Santuário de São Pio de Pietrelcina, em San Giovanni Rotondo, projetado por Renzo Piano e finalizada em 2004.

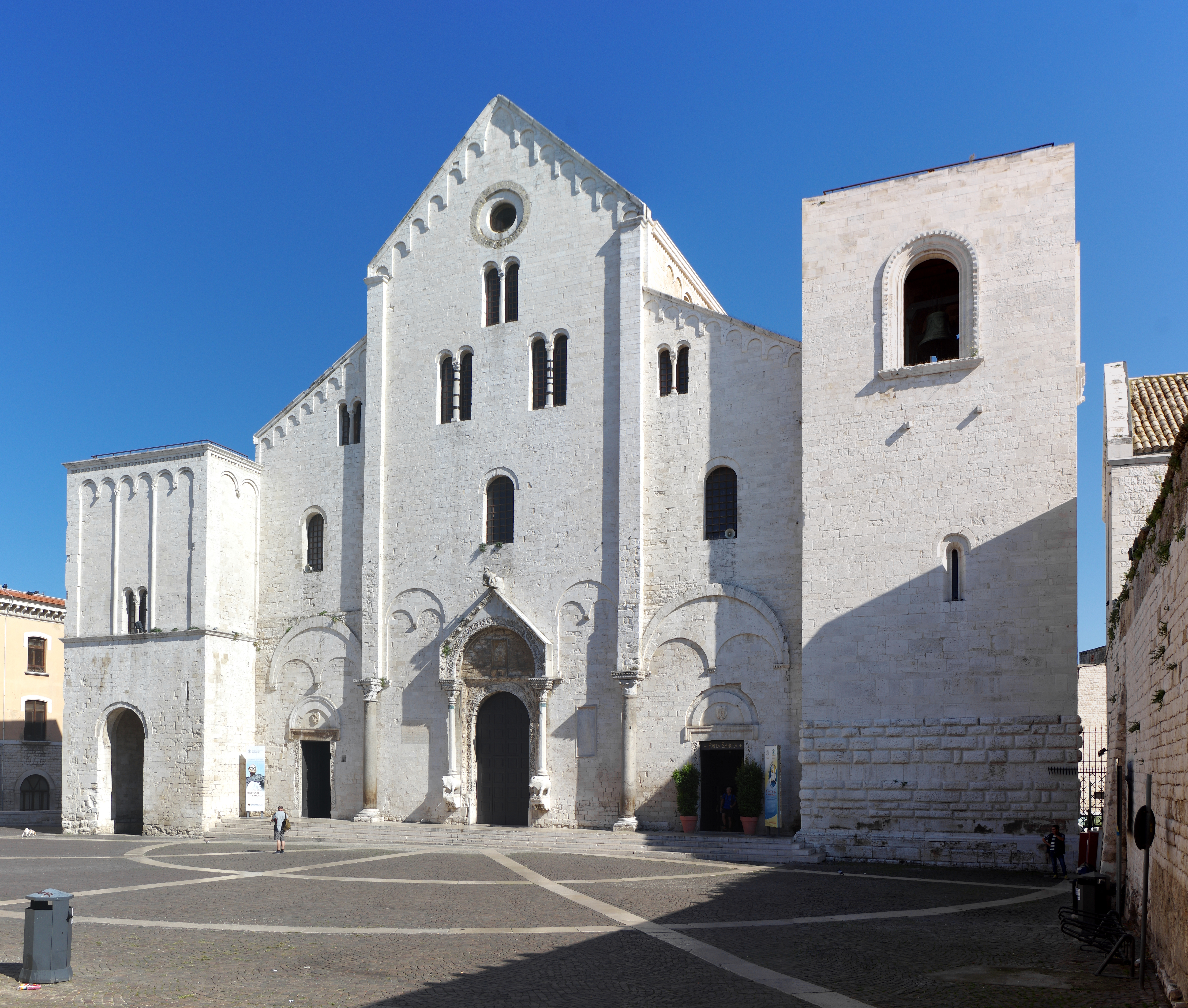
Fachada ocidental da  Basílica de São Nicolau de Bari, um exemplo do  românico apuliense
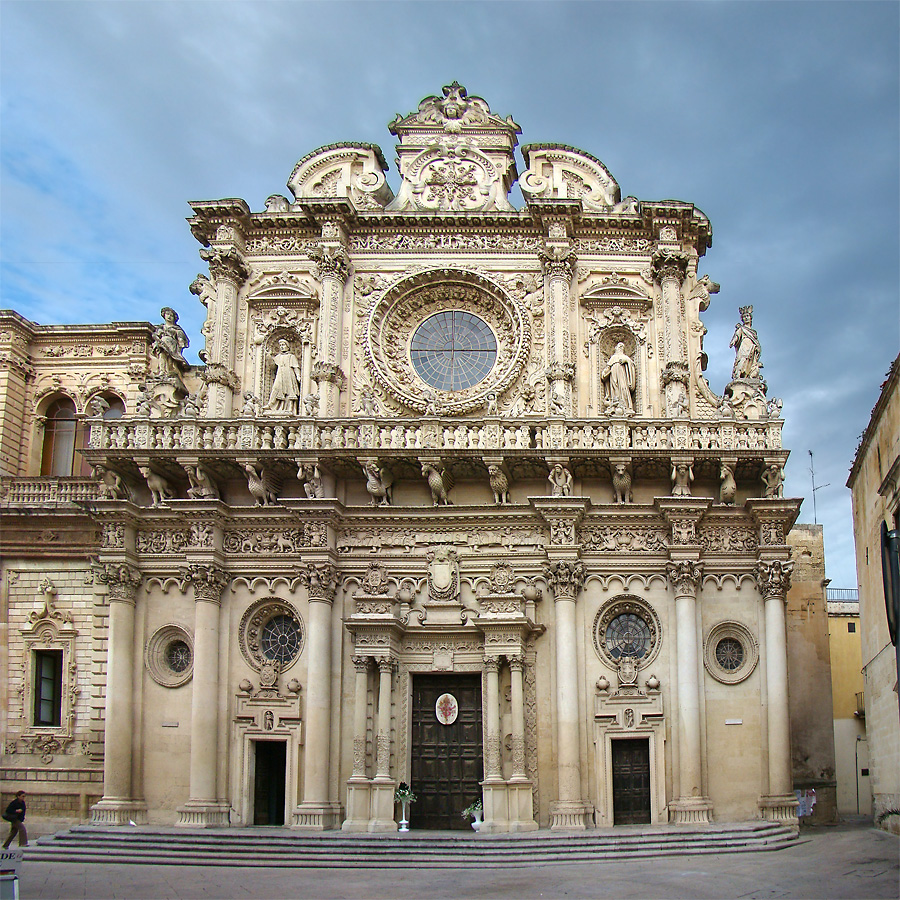
Basílica da Santa Cruz de Lecce, um exemplo do  barroco leccese
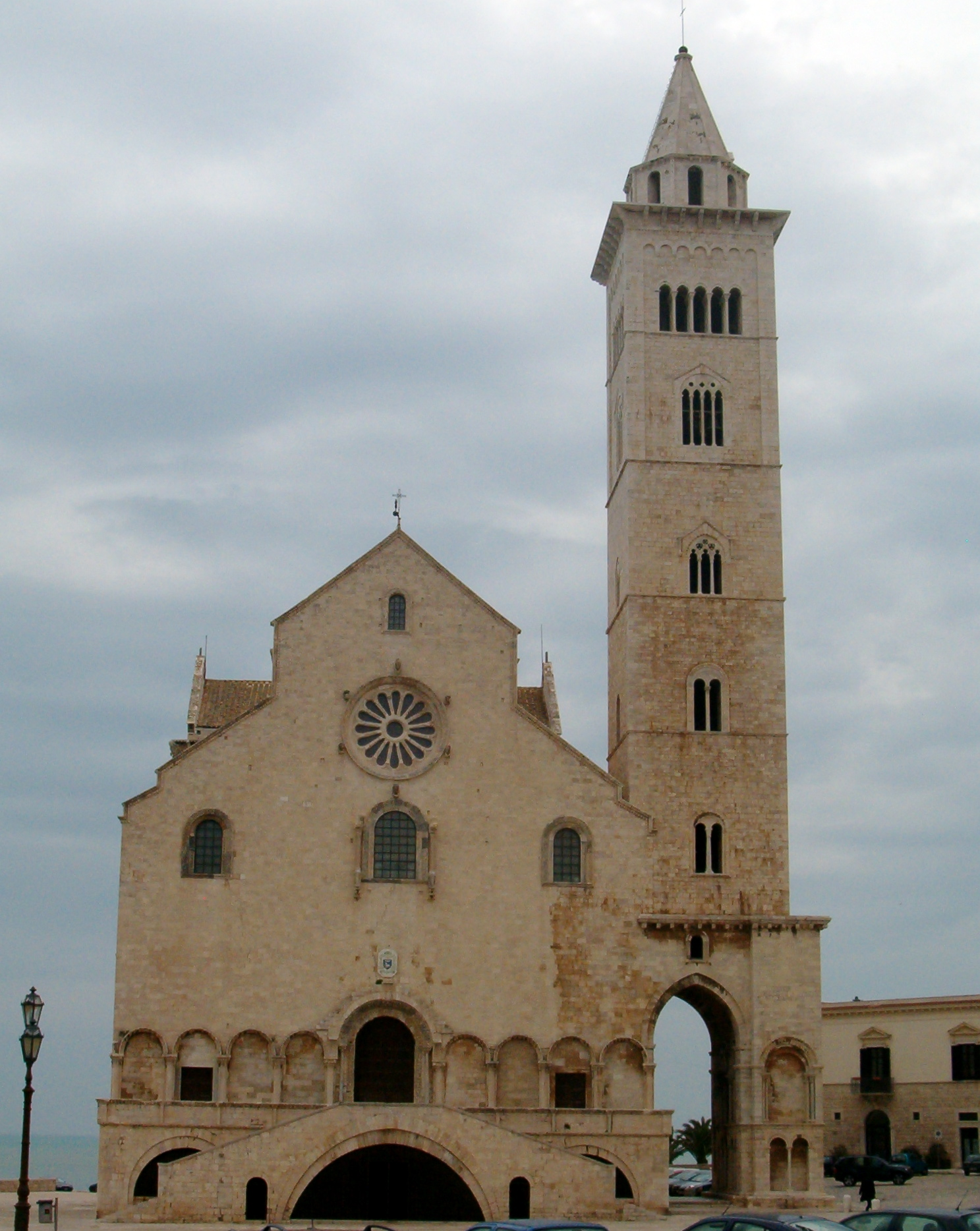
Catedral de Trani
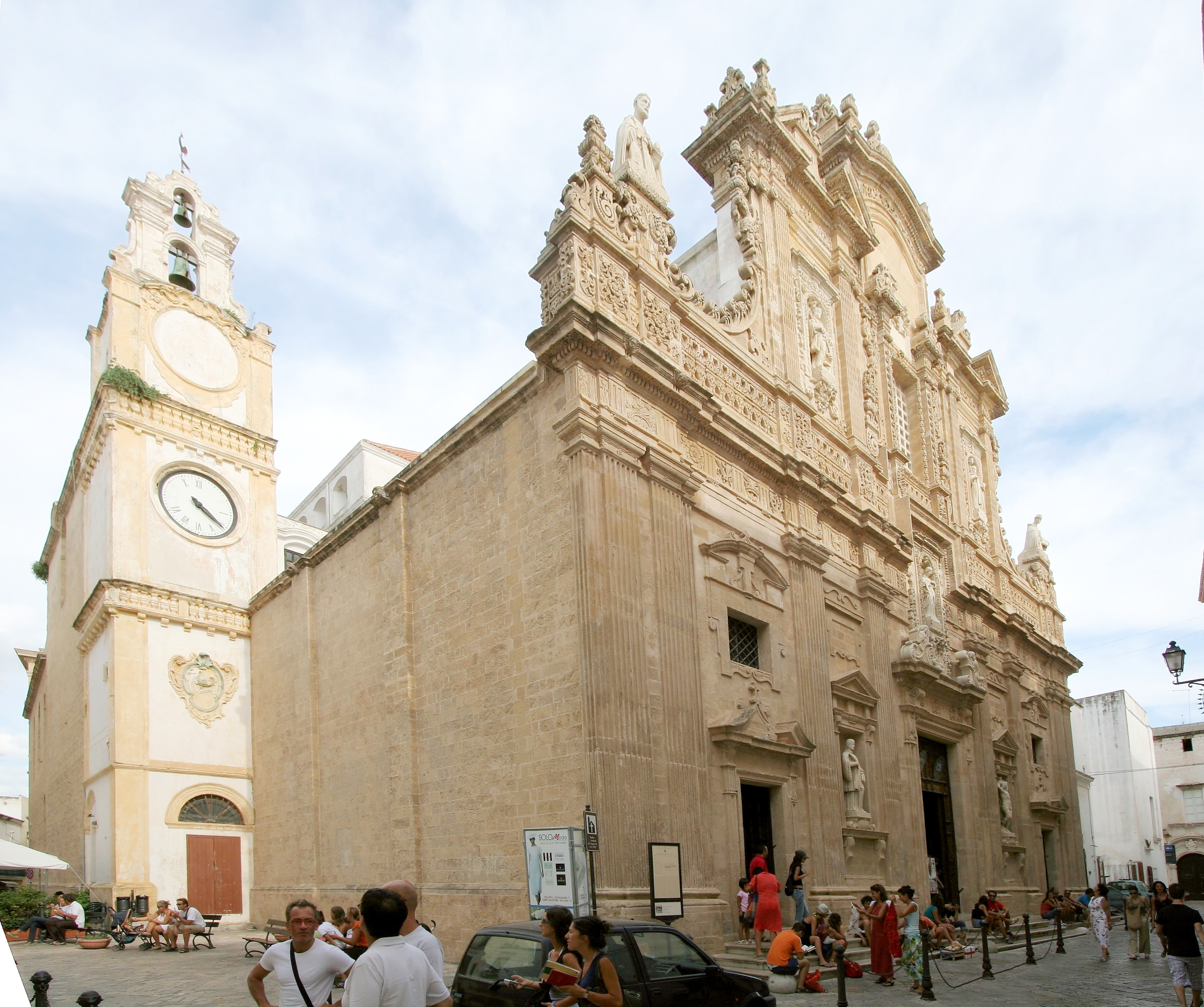
Concatedral de Gallipoli
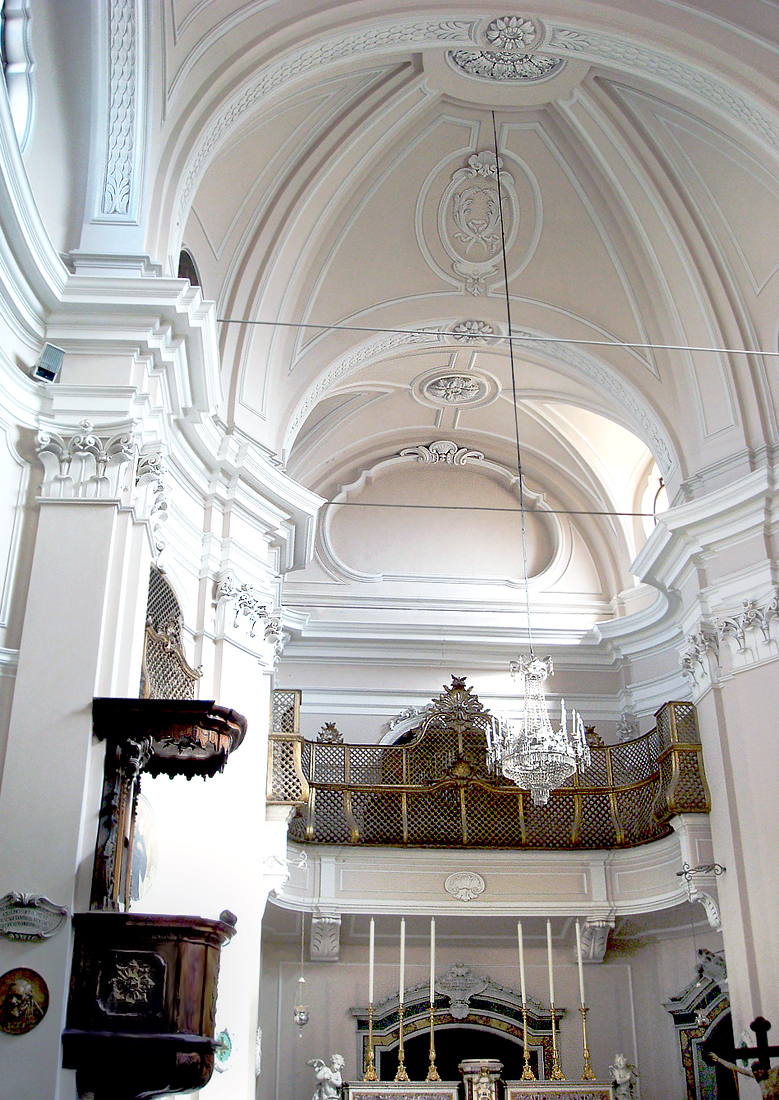
Igreja de São Lourenço dos Beneditinos em San Severo

### Arquitetura militar
Na Apúlia há exemplos de vários tipos de arquitetura militar, como torres costeiras anti-sarracenos, búnqueres da Segunda Guerra Mundial, castelos e cidades fortificadas (como Acaya, na comuna de Vernole).[carece de fontes?] Durante a Baixa Idade Média foram construídos vários castelos na Apúlia, especialmente durante o reinado de Frederico II da Suábia, na primeira metade do século XIII, que criou uma rede de castelos reais, dos quais o mais conhecido e original é o Castel del Monte, classificado como Património Mundial desde 1996.
O Castel del Monte caracteriza-se pela sua planta octogonal incomum. Mais do que uma fortaleza propriamente dita, é um palácio rural, rico em simbolismo, que está na origem de muitas especulações algo mirabolantes. Outras construções militares construídas ou ampliadas durante o reinado de Frederico II são, por exemplo, os castelos de Lucera, Bari, Trani, Barletta,  Tarento, Oria, Brindisi, Lecce, Otranto, Gallipoli e Manfredónia.

### Arquitetura civil
Há um tipo de construção civil que é um dos símbolo da Apúlia: os trulli (singular: trullo), casas de habitação de "pedra seca" (sem uso de qualquer tipo de argamassa) com telhados cónicos cobertos de "chiancarelle" (lajes de calcário). A cúpula cónica é formada por pedras em círculos concêntricos, cujo diâmetro diminui de baixo para cima; o cone é fechado por uma pedra de forma esférica, decorada com um pináculo. A área com maior concentração de trulli é o Vale de Itria, nomeadamente Alberobello, em cujo centro só há casas desse tipo, Ceglie Messapica, Cisternino, Locorotondo e Martina Franca. Documentos históricos atestam a existência dos trulli como o único tipo de unidade habitacional na área desde o século XVI. Os trulli de Alberobello  foram declarados Património Mundial em 1996 devido a representarem uma técnica de construção ancestral que permaneceu intacta e perfeitamente funcional.
Noutras partes da região — e em particular no Salento — existem outras construções em "pedra seca", chamadas pajare (singular: pajara, pajaru, pagghiaru, truddrhu, pajarha ou pahiaru), que ao contrário dos trulli, têm a forma de um cone truncado, não têm janelas e não são rebocadas (a pedra das paredes e telhado não têm qualquer revestimento). É possível que este tipo de construções remonte à Idade do Bronze.

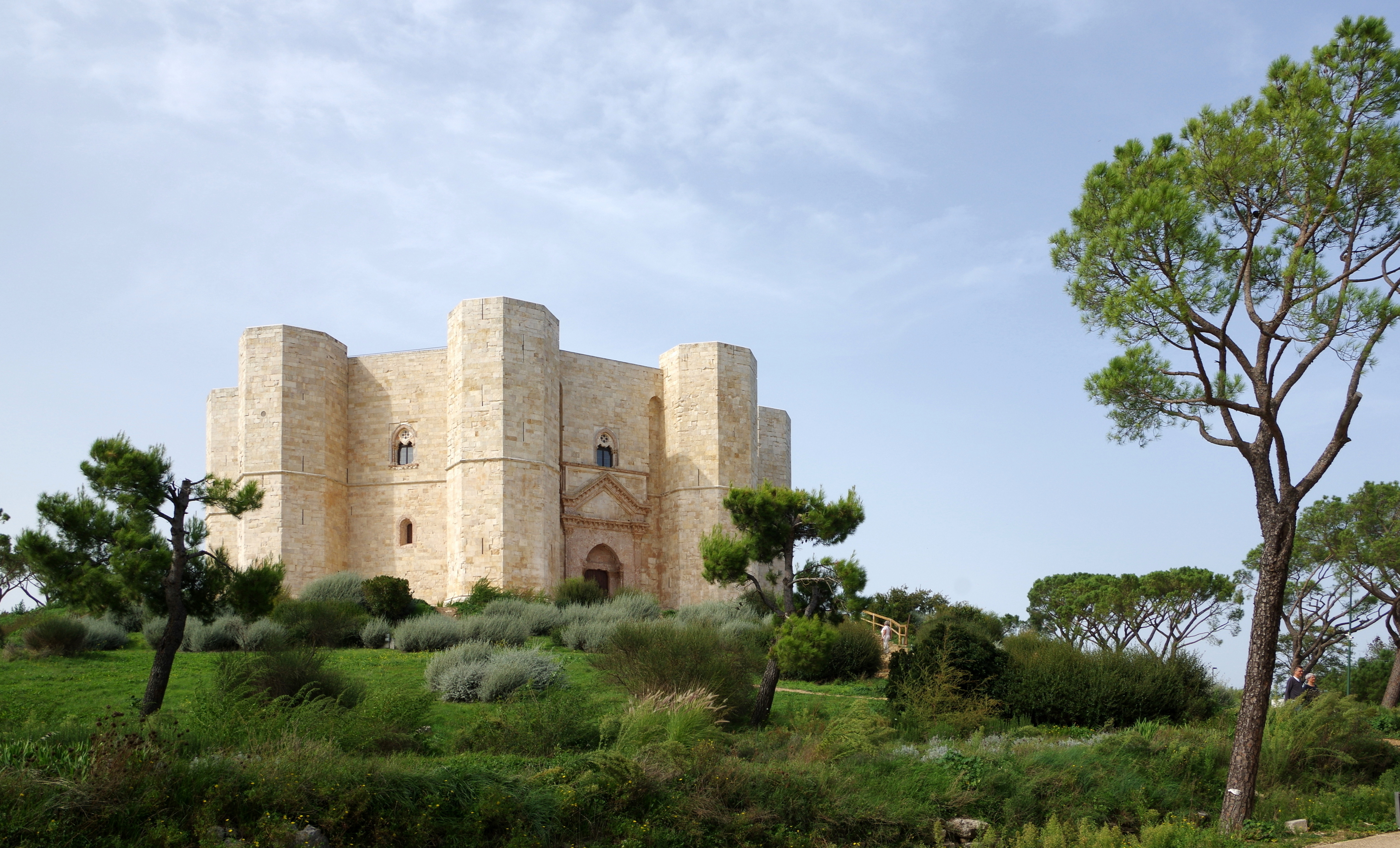
Castel del Monte, em Andria
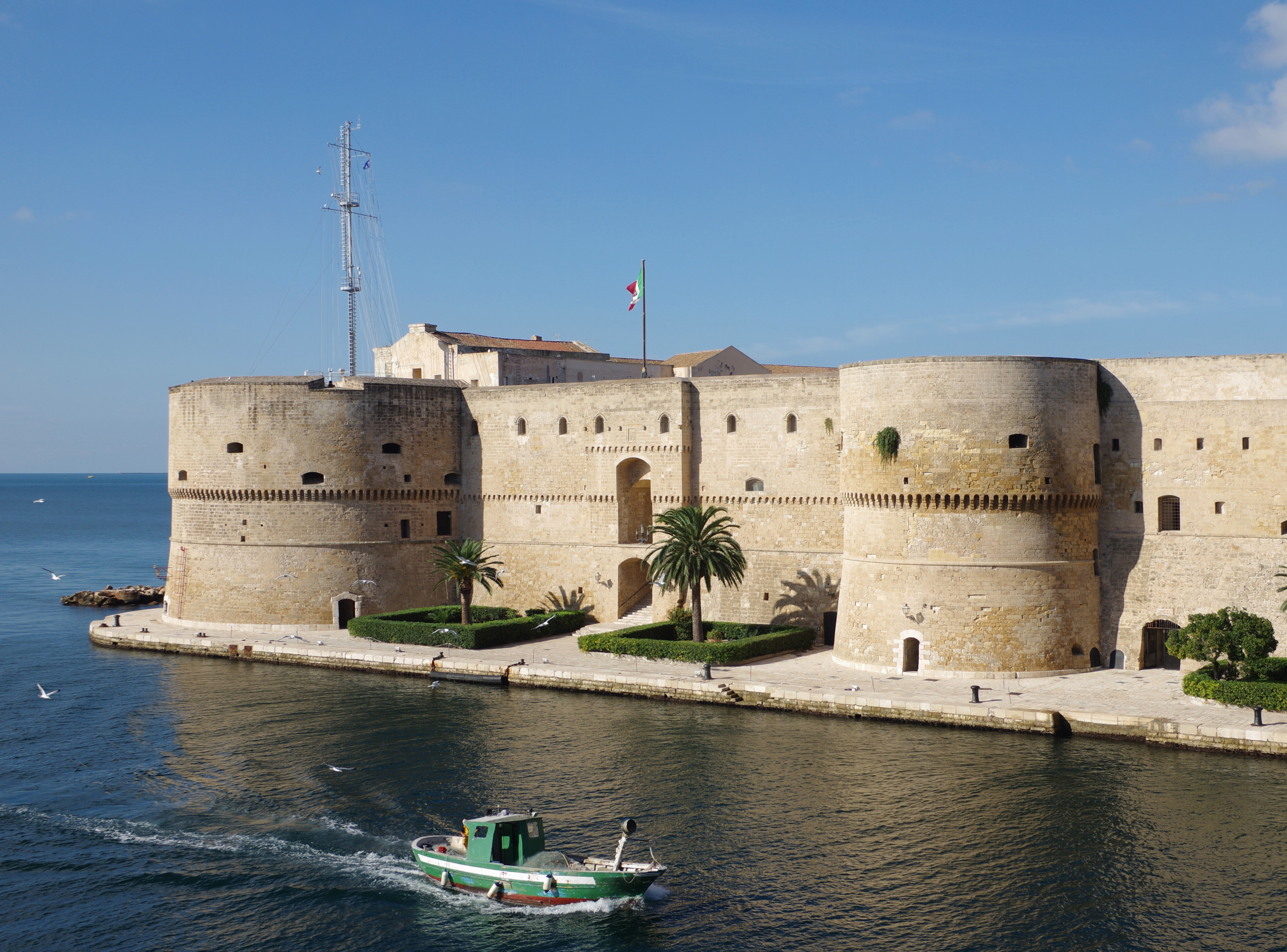
Castelo Aragonês de Tarento
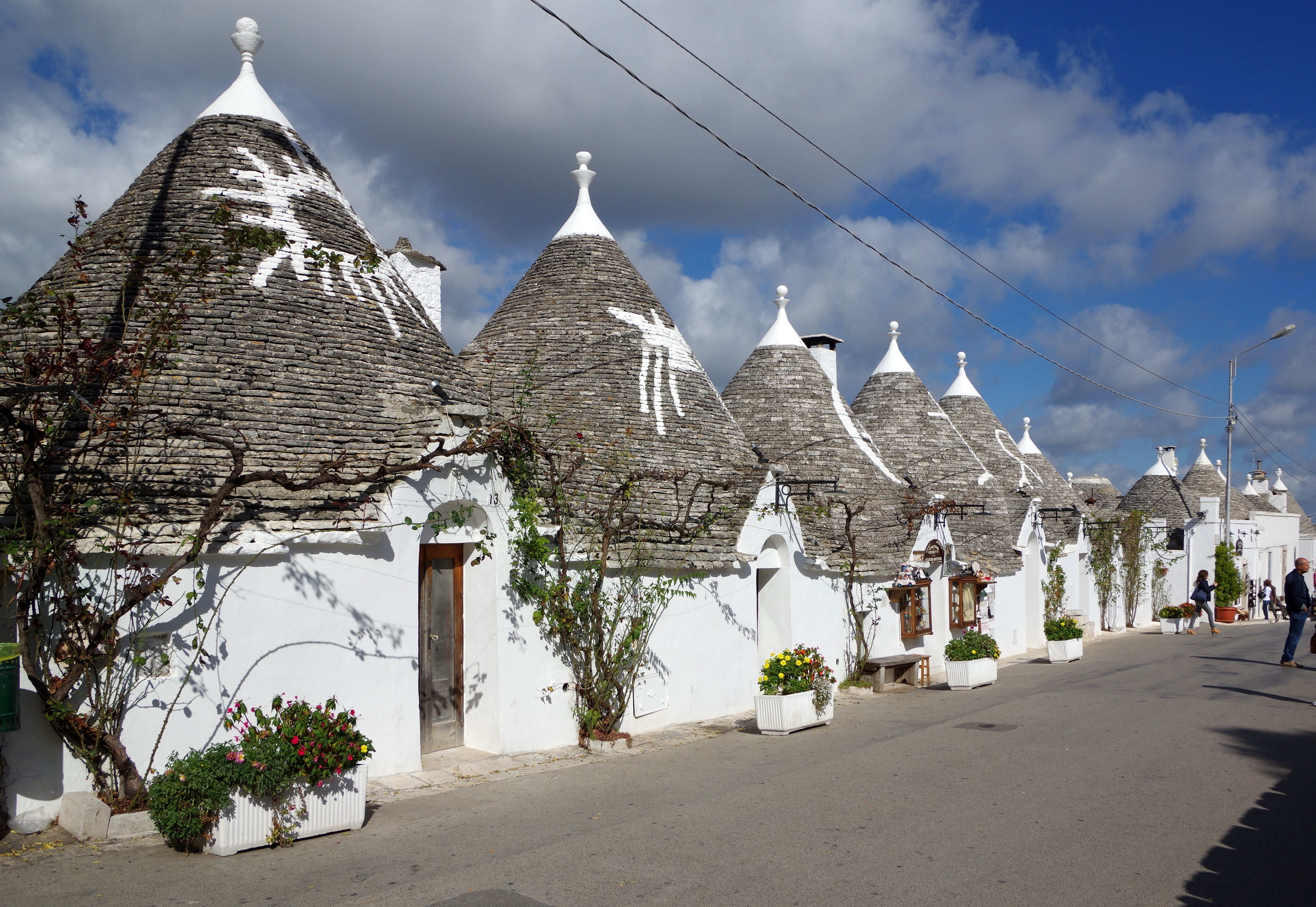
Trulli em Alberobello
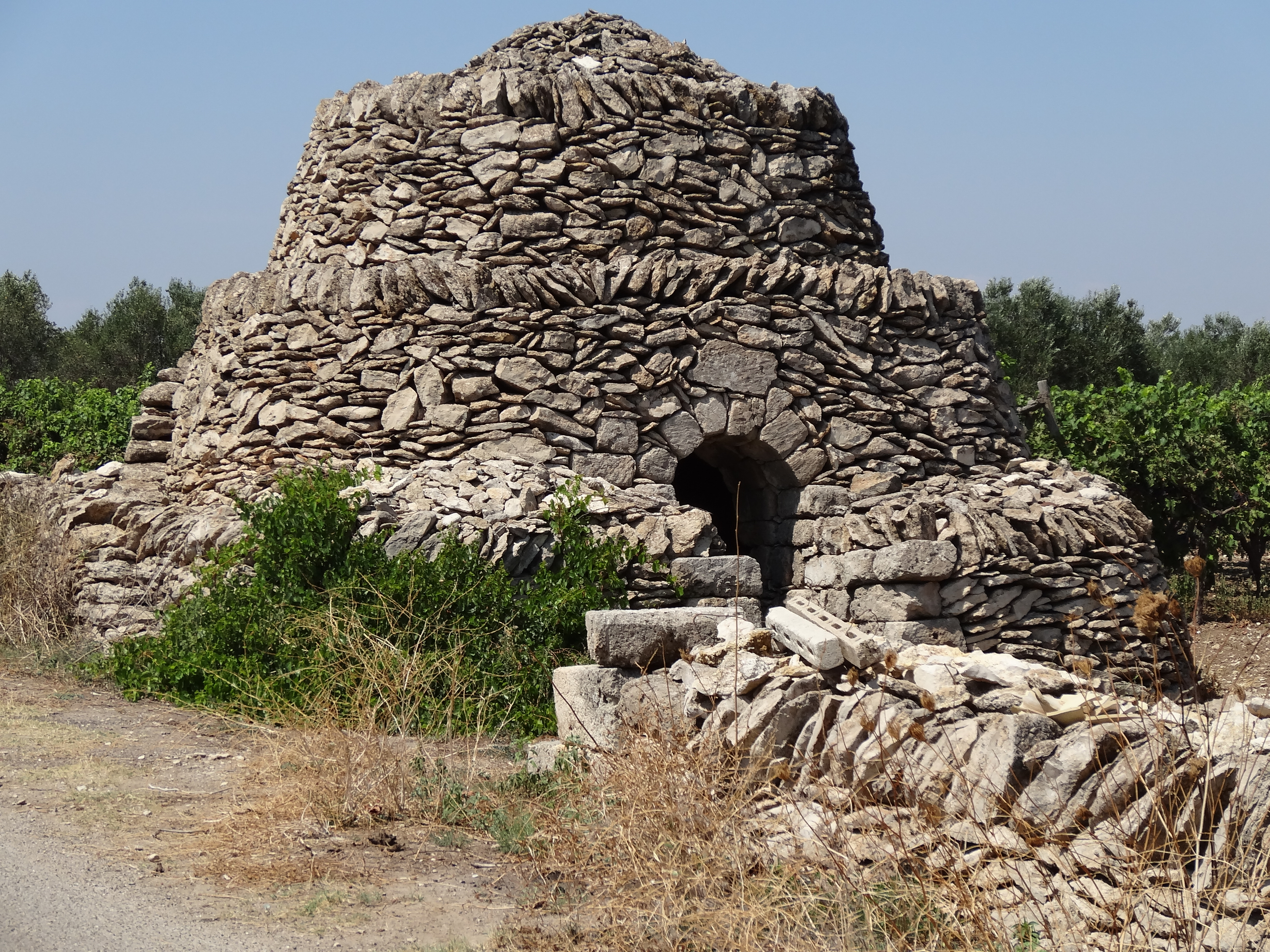
Pajara em Lizzano